# Rock progressivo
Il rock progressivo (dall'inglese progressive rock), anche noto come prog o prog rock, è un genere della musica rock, evoluto dal rock psichedelico britannico degli anni sessanta e diffusosi in Germania, Italia e Francia nel corso del decennio e di quello successivo. Similarmente all'art rock, nacque rispondendo all'esigenza di dare alla musica rock maggiore spessore culturale e credibilità. Il nome del genere, considerato da alcuni inadeguato, indica la progressione del rock dalle sue radici blues, di matrice statunitense, a un livello maggiore di complessità e varietà ritmica, compositiva, melodica, armonica e stilistica.
I fautori di questa tendenza si distaccarono dalla struttura musicale popolare tipica della Tin Pan Alley in favore di strumentazioni e tecniche compositive frequentemente associate alla musica classica e al jazz o alla musica colta in genere. I brani furono così rimpiazzati da lunghe suite musicali che potevano arrivare a durare quanto l'intera facciata di un disco LP (anche oltre i 20 minuti), includendo influenze sinfoniche, temi musicali estesi, ambientazioni e testi fantasy, complesse orchestrazioni. Una parte della critica musicale, che considera il concetto alla base del genere pretenzioso e le sue sonorità «pompose» e «sopra le righe», tende a sminuire questo genere oppure a ignorarlo del tutto.
Il rock progressivo emerse nella seconda metà degli anni 60. Il suo inizio è spesso identificato con il primo successo dei Procol Harum A Whiter Shade of Pale del 1967, e conobbe il suo picco di popolarità nella prima metà degli anni settanta con l'affermazione, anche commerciale, di gruppi britannici quali Pink Floyd, Genesis, Yes, King Crimson, Emerson, Lake & Palmer, Gentle Giant, Van Der Graaf Generator, Camel, Caravan e Jethro Tull, tra i più noti e influenti del genere. Vi fu poi una vasta costellazione di gruppi che, pur non raggiungendo quei vertici, furono ugualmente molto influenti. La popolarità del genere andò sempre più scemando con il finire del decennio, pur con qualche eccezione (una su tutte la band canadese dei Rush). È opinione comune che la causa principale della fine degli anni d'oro del rock progressivo fu l'affermarsi del punk rock, sebbene i fattori del declino furono in realtà molteplici.
Il rock progressivo influenzò poi generi successivi come il krautrock e il post-punk, e si fuse in seguito con altre forme della musica rock creando generi come il neo-classical metal e il progressive metal. Una forma di revival del prog anche noto come neoprogressive si sviluppò a cavallo del XX e del XXI secolo..

## Definizione ed elementi caratteristici

### Lacorrente progressive
La corrente progressive è una tendenza, geograficamente e temporalmente limitata, che ha riguardato principalmente l'Europa e in particolare paesi come Gran Bretagna, Italia e in misura minore Francia e Paesi Bassi negli anni 1967-1975, ma anche in Canada con gruppi come i Rush e i Triumph, e negli Stati Uniti con i Kansas e i Pavlov's Dog. Essa è stata l'iniziale e, sostanzialmente, l'unico punto di reale congiunzione tra gli aspetti stilistici e di approccio del genere. Il termine "rock progressive" si identifica con essa: tutto il "progressive" che è stato prodotto dopo il 1977 non riguarda questa corrente, anche se ne verranno richiamati gli aspetti caratteristici.
Nonostante la precisa collocazione temporale e geografica, è difficile definire esattamente i confini del genere e la stessa accezione del termine ha subito dei mutamenti nel tempo: ad esempio negli anni settanta la critica musicale etichettava con questo nome anche alcuni gruppi e solisti, come i Led Zeppelin ed i Deep Purple, che attualmente non vengono considerati parte del genere, ma al più influenzati dallo spirito generale di sperimentazione del rock progressivo. Tuttavia vi sono alcuni elementi caratteristici che permettono di delineare uno stile progressive: infatti esso presenta numerosi aspetti peculiari che ne rendono possibile l'identificazione. Questo stile è nato grazie all'attitudine progressive di molti gruppi post-psichedelici e si basa sull'innovazione e sulla sperimentazione di nuove frontiere. Essa discende direttamente dal rock psichedelico, a cui si fa risalire l'origine del progressive.

### Lostile progressive
Possono essere individuati i connotati principali del genere, correlati da titoli di brani e album esemplificativi. Si è appositamente voluto ricorrere a formazioni inequivocabilmente progressive, evitando di includere artisti solo marginalmente legati al genere o cronologicamente successivi al periodo indicato.

#### Elementi provenienti da altre tradizioni musicali

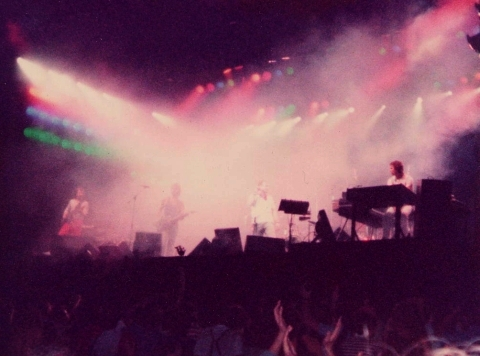
I Genesis in un'esibizione del 1982

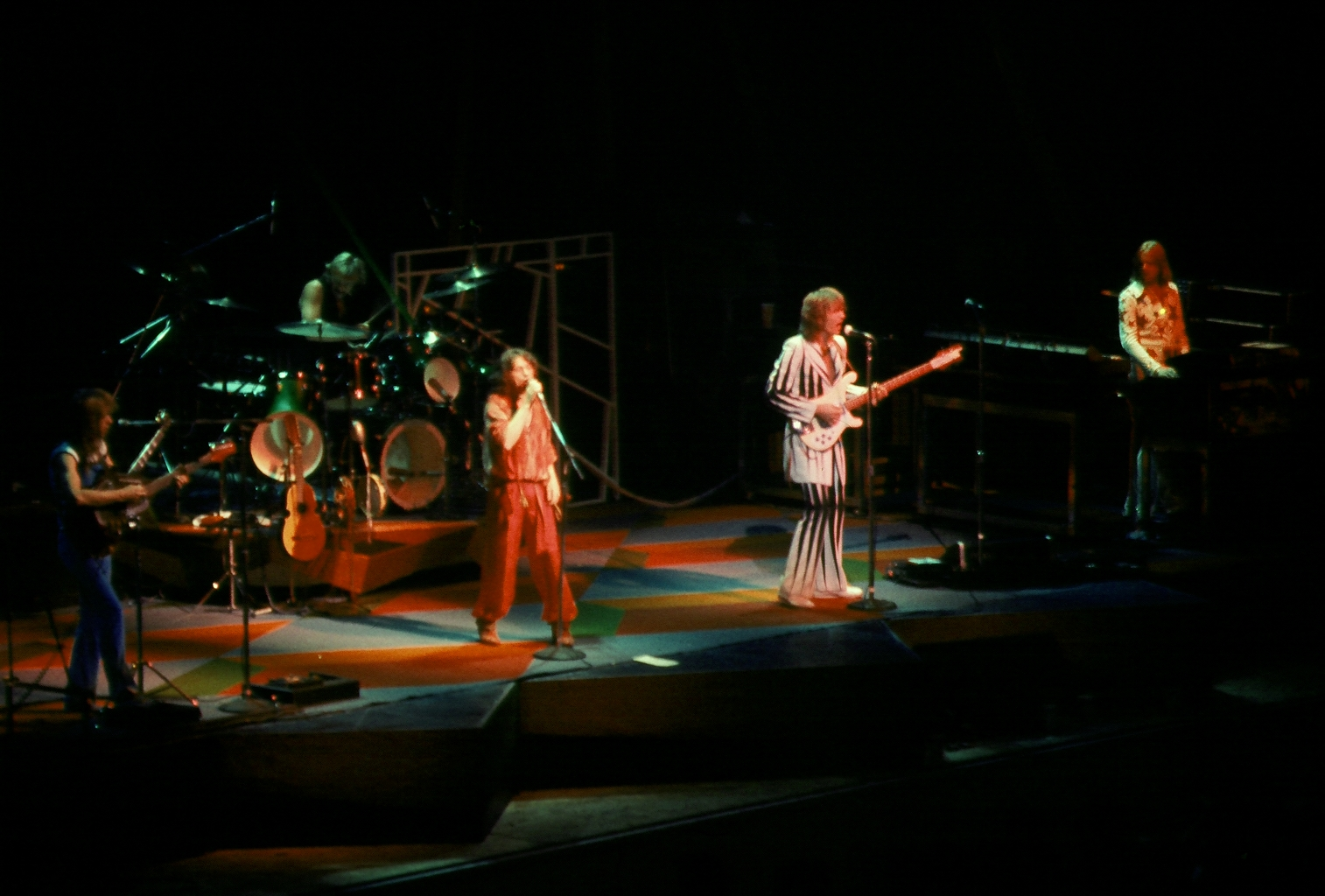
Gli Yes dal vivo

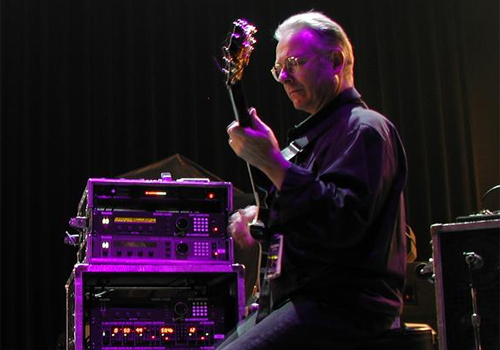
Robert Fripp, fondatore e chitarrista dei King Crimson

Il rock progressive è influenzato principalmente da musica classica, jazz e folk e talvolta anche da musica sperimentale, musica indiana e musica elettronica. Esempi di contaminazione classica sono opere come A Whiter Shade of Pale dei Procol Harum, ispirata alla celebre Aria sulla quarta corda dalla Suite nº 3 BWV 1068 di Johann Sebastian Bach; la Toccata per pianoforte di Alberto Ginastera eseguita da Emerson, Lake & Palmer che peraltro nel 1971 registreranno l'album Pictures at an Exhibition, lavoro quasi totalmente ispirato all'opera omonima di Musorgskij; oppure Rain and Tears degli Aphrodite's Child, adattamento in chiave pop del celebre Canone in re maggiore di Pachelbel o The Thoughts of Emerlist Davjack, eseguita nel 1967 dai The Nice di Keith Emerson. Seguono nel 1968 l'omonimo disco degli Arzachel e The Aerosol Grey Machine dei Van der Graaf Generator, Horizons dei Genesis, ispirata chiaramente dalla Suite per violoncello BWV 1007 di J.S. Bach, o ancora una Bourrée di J.S. Bach riproposta dai Jethro Tull nell'album Stand Up. Anche i Renaissance rappresentano l'esempio emblematico di un tentativo di manipolazione di materiale preso dalla tradizione della musica classica occidentale. Per quanto riguarda la commistione col jazz, è emblematico il jazz-rock dei Soft Machine, Hatfield and the North e Nucleus; ma anche in questo caso andrebbero segnalate molte altre formazioni, tra cui i King Crimson (21st Century Schizoid Man) e i Caravan (Nine Feet Underground). Infine per quanto riguarda il folk i Jethro Tull, che con album quali Aqualung, Thick as a Brick e Songs from the Wood rappresentano uno dei più importanti esempi di fusione tra la musica popolare e il progressive.
Queste influenze si manifestano nelle seguenti caratteristiche:
- Forte attenzione agli arrangiamenti con la creazione di complessi intrecci strumentali (Knots dei Gentle Giant, The Gates of Delirium degli Yes[19]), abbondanza di assoli e parti prive di cantato, passaggi che richiedono un'elevata tecnica strumentale, come ad esempio in Tubular Bells di Mike Oldfield, in cui l'autore si produce in grandi virtuosismi suonando separatamente una ventina di strumenti e sovrapponendo quindi le diverse tracce, o in The Six Wives of Henry VIII di Rick Wakeman. I Pink Floyd, con il supporto di esperti come Alan Parsons, hanno dato un importante contributo alla ricerca sonora che ha raggiunto i massimi livelli in lavori come The Dark Side of the Moon (1973) e Wish You Were Here (1975).
- Uso di strumenti classici (pianoforte, archi, fiati), etnici (sitar), elettrici o elettronici (organo Hammond, Mellotron e sintetizzatori) in aggiunta e talvolta in sostituzione alla classica combinazione rock di chitarra elettrica, basso elettrico e batteria.
- Predilezione per i brani lunghi, di durata superiore ai canonici 3-4 minuti di gran parte della musica popolare e per le suite, ovvero brani composti da una successione di temi musicali più o meno distinti, dal sapore solitamente epico. Nel progressive degli anni settanta l'espansione dei brani era limitata a circa 23 minuti dalla durata della facciata di un 33 giri o del disco nel suo complesso, considerando le due facciate come brano unico. Quasi tutti i principali gruppi progressive hanno composto una o più suite, come ad esempio Close to the Edge e The Gates of Delirium degli Yes, Supper's Ready dei Genesis, Funeral for a Friend/Love Lies Bleeding di Elton John, A Plague of Lighthouse Keepers dei Van der Graaf Generator, Shine On You Crazy Diamond, Atom Heart Mother ed Echoes dei Pink Floyd[20], Lizard dei King Crimson, Lady Fantasy dei Camel, Thick as a Brick e A Passion Play dei Jethro Tull, Song of Scheherazade dei Renaissance, Tarkus degli Emerson, Lake & Palmer, Nine Feet Underground dei Caravan, Eruption dei Focus.
- Melodie e armonie lontane dalla consueta progressione blues, spesso classicheggianti e ambiziose, alle volte anche di estremo lirismo e senso epico. Ne sono un esempio per la ricercatezza delle loro melodie Sixty Years On di Elton John, Firth of Fifth, The Musical Box e In the Cage dei Genesis, Dog's Life dei Gentle Giant, And You and I degli Yes, Moon in June di Robert Wyatt con i Soft Machine, Lemmings dei Van der Graaf Generator, The Night Watch dei King Crimson. Questi ultimi, insieme agli Henry Cow[21], furono maestri nel creare progressioni armoniche atipiche, come ad esempio in Larks' Tongues in Aspic e Ruins, rispettivamente. Nel caso dei Pink Floyd le melodie tendono ad essere oniriche e proiettate verso il futuro, come nei già citati Echoes e Shine On You Crazy Diamond, in Breathe e On the Run.

#### Tempi inconsueti
Molti brani progressive sono caratterizzati dall'utilizzo di tempi dispari e inconsueti, frequenti cambi di tempo, e variazioni di intensità e velocità nel corso di uno stesso brano. Ad esempio Tarkus degli Emerson, Lake & Palmer esordisce in 5/4, Supper's Ready dei Genesis contiene una parte chiamata Apocalypse in 9/8, The Sleepwalkers dei Van der Graaf Generator è in 17/8, Starless dei King Crimson ha un lungo bridge strumentale in 13/8. Money dei Pink Floyd è caratterizzata da un riff di basso in 7/4. Curiosa è anche la gestione degli accenti ritmici in Drip Drip dei Comus.

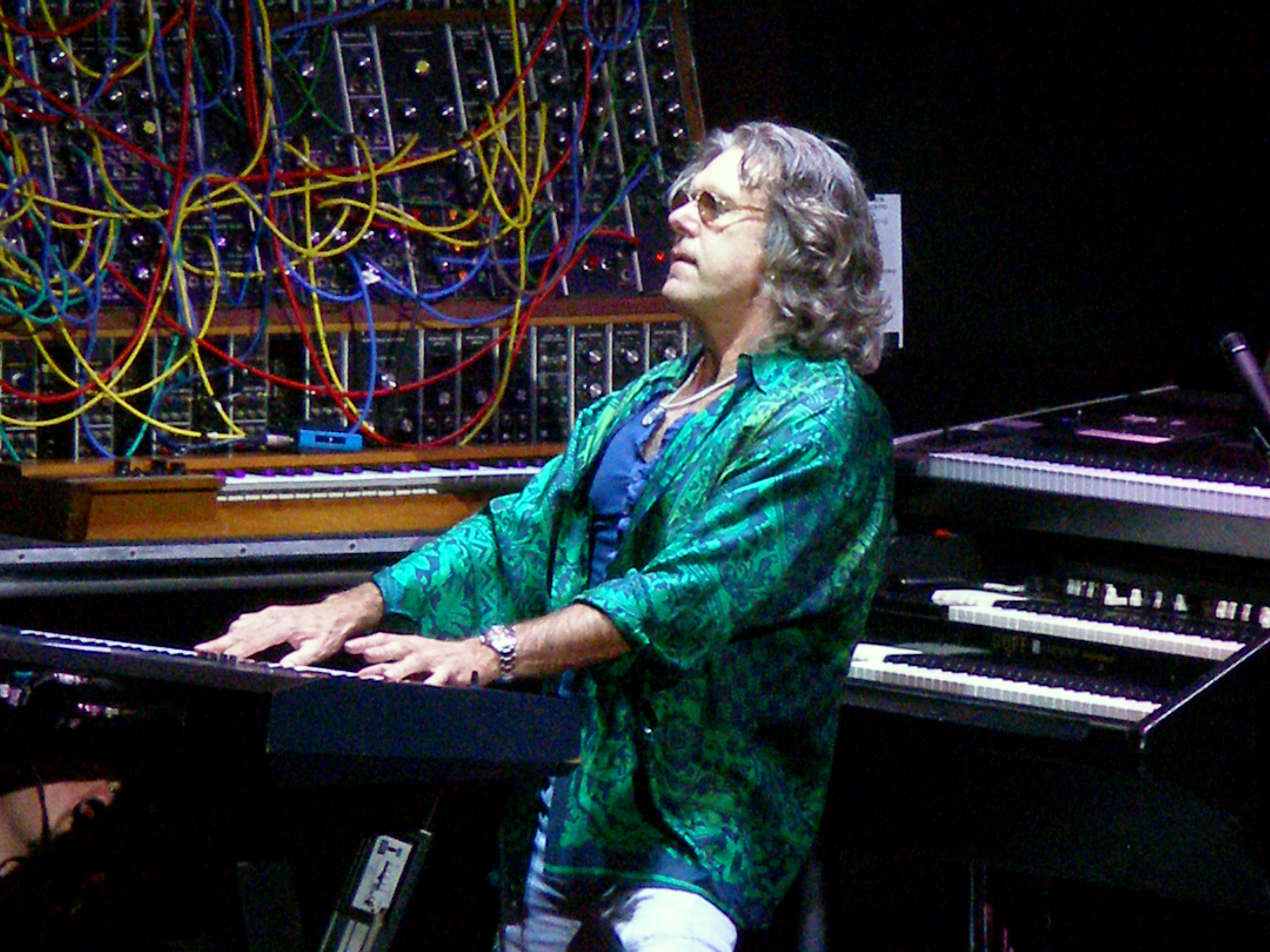
Keith Emerson, uno dei più importanti tastieristi progressive e leader degli Emerson, Lake & Palmer.

#### Tastiere e sintetizzatori
È dovuto al progressive l'allargamento delle formazioni, che vanno oltre la triangolazione chitarra-basso-batteria. L'utilizzo massiccio di tastiere, in particolare dell'organo Hammond, diventa il tratto distintivo di moltissimi gruppi. Anche la diffusione di strumenti elettronici innovativi, sconosciuti alla maggior parte dei gruppi degli anni sessanta seppur usati saltuariamente anche dai Beatles, come il sintetizzatore, il moog ed il mellotron, è una peculiarità del genere. Ne sono un esempio la mole di tastiere e sintetizzatori di vario genere di cui si circondano nei loro concerti Keith Emerson (Emerson, Lake & Palmer ed altri) o Rick Wakeman (Yes ed altri), due tra i maggiori virtuosi e improvvisatori dell'intero panorama rock, che mostrano come la continua ricerca sonora di questi artisti si sviluppi anche verso le nuove frontiere dell'elettronica. Sono celebri i tappeti di organo e tastiere di Richard Wright, tastierista dei Pink Floyd, su cui si sviluppavano gli assoli di chitarra di David Gilmour. L'uso del mellotron, molto diffuso nel genere progressive, rendeva possibili tessuti sinfonici, di cui sono un esempio illuminante i King Crimson in quasi tutte le formazioni avvicendatesi.

#### Testi complessi
Un'altra innovazione del genere è la presenza di testi di un certo spessore culturale, con riferimenti a figure o opere letterarie o teatrali, o allusioni a fatti storici, o con testi di difficile comprensione e a volte impenetrabili, quasi mai politicizzati. La prosa è molto curata, ricca di figure retoriche e riferimenti alla fantascienza (Watcher of the Skies dei Genesis, A Plague of Lighthouse Keepers dei Van der Graaf Generator), al fantasy (Winter Wine dei Caravan), alla mitologia e alla religione (The Fountain of Salmacis dei Genesis, My God e Hymn 43 dei Jethro Tull, Close to the Edge degli Yes, The Only Way (Hymn) degli Emerson, Lake & Palmer, le fiabe di Peter Sinfield, il poeta dei King Crimson) ed i testi filosofici e psicologici di Roger Waters o degli Area, spesso ricchi di contenuti duri nei confronti della politica e della società. 

#### Temi sociali e politici
Alcuni dei musicisti prog non parlano del contesto sociale e politico in cui vivono: essi hanno come obiettivo la ricerca della bellezza e pertanto escludono dalla loro musica qualsiasi legame con la quotidianità, esplorando perlopiù mondi fantastici. A differenza del blues o del punk il progressive non nasce da un disagio sociale, ma si sviluppa generalmente tra gente benestante che ha avuto la possibilità di studiare musica. Non mancano tuttavia tendenze opposte: una su tutte Animals dei Pink Floyd, partorito quasi esclusivamente dalla mente di Roger Waters che in questo lavoro esplicita critiche alla società che verranno ribadite anche nei successivi The Wall e The Final Cut; altri gruppi prog italiani con contenuti politici sono gli Area e i Banco del Mutuo Soccorso con altri di cui si possono citare Le Orme quando in Collage parlano di Marghera (Sguardo verso il cielo) o degli incidenti nell'edilizia (Cemento armato).

#### Concept album
Nel progressive l'album è un'unità tematica e stilistica fondamentale. Questo spiega la diffusione del concept album in cui vi è un'idea di fondo che viene esplorata durante tutto il disco. Spesso i contenuti sono in stretta connessione con l'aspetto grafico, componente fondamentale del prodotto. Tra i più celebri: The Lamb Lies Down on Broadway dei Genesis, Tales from Topographic Oceans degli Yes, Darwin! del Banco del Mutuo Soccorso, Music Inspired by The Snow Goose dei Camel, The Six Wives of Henry VIII, Journey to the Centre of the Earth e The Myths and Legends of King Arthur and the Knights of the Round Table di Rick Wakeman, Three Friends dei Gentle Giant, The Dark Side of the Moon, Wish You Were Here, Animals, The Wall e The Final Cut dei Pink Floyd, Felona e Sorona delle Orme.

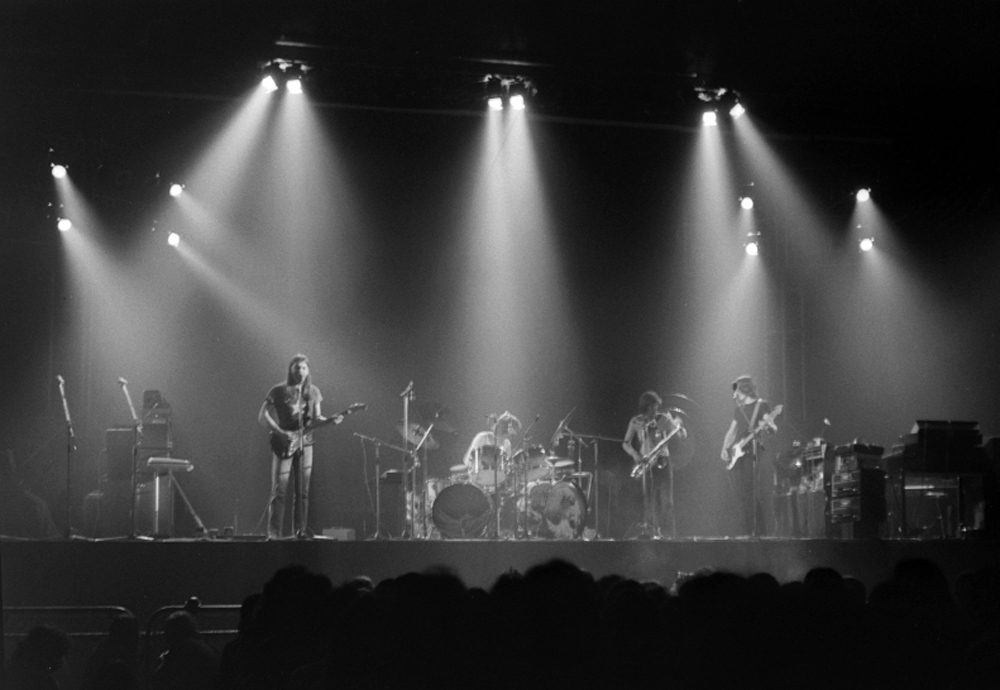
I Pink Floyd dal vivo

#### Estetica degli album
La ricerca estetica propria del progressive che riguarda l'aspetto musicale si riflette sulla confezione del prodotto musicale, all'epoca esclusivamente LP in vinile. In molti casi l'aspetto grafico assume una rilevanza particolare: sia per le illustrazioni (famose quelle di H.R. Giger per Emerson, Lake & Palmer, di Roger Dean per gli Yes e di Paul Whitehead per i Genesis e per i Van der Graaf Generator), sia per particolari packaging del disco in vinile di prima edizione, come per esempio il primo disco del Banco del Mutuo Soccorso a forma di salvadanaio o L'isola di niente della Premiata Forneria Marconi, con la copertina di cartone traforata o ancora Arbeit macht frei degli Area che conteneva una pistola di cartone. Celebri sono anche le copertine floydiane di Atom Heart Mother, rappresentante una mucca che pascola e all'interno del vinile una "ricetta psichedelica", rimando all'ultimo brano del disco, e di The Dark Side of the Moon, figurante un raggio di luce rifratto in un prisma. Una delle copertine più famose è quella di Thick as a Brick dei Jethro Tull a forma di giornale con vere e proprie notizie. 
In qualche caso, l'attitudine "artistica" che caratterizza il progressive ha influito, oltre che sul packaging degli album, sugli stessi vinili, portando così alla nascita dei primi picture disc della musica rock. Ciò è confermato da Air Conditioning dei Curved Air, uscito nel 1971 e Magical Love dei Saturnalia, la cui data di uscita viene fatta risalire, a seconda delle fonti, al 1969 e il 1973. Anche i Pink Floyd pubblicarono, già negli anni settanta, delle riedizioni dei loro album in formato picture disc.

### L'attitudine progressive
L'attitudine progressive costituisce un aspetto fondamentale per inquadrare il progressive. Il movimento propone una musica profondamente innovativa e inaudita, cercando di sondare e superare i limiti di quello che al tempo era il rock. È dunque evidente che qualunque cosa si voglia definire a pieno titolo "progressive" dovrebbe condividere questo spirito di ricerca che tuttavia non può più manifestarsi tramite le stesse scelte stilistiche di un tempo, per il fatto che quel che era nuovo allora, oggi non lo è più. Ecco dunque che molti altri artisti, che solitamente non vengono considerati progressive, sono accomunati al movimento proprio da questo atteggiamento.
Esiste poi un filone più intellettuale e rivoluzionario del progressive chiamato avant-prog e sviluppatosi a partire dal movimento Rock In Opposition. Proseguendo lungo il solco dell'innovazione esso ha prodotto lavori di attitudine indubbiamente progressive, incorporando tuttavia elementi anche estremamente lontani da quelli caratteristici del movimento iniziale.

## Storia

### Anni cinquanta-sessanta
Fin dalla metà degli anni cinquanta il cuore della musica rock sono gli Stati Uniti, dove le classifiche sono dominate da personaggi come Bill Haley & His Comets ed Elvis Presley e il rock ha a che fare con il disimpegno, con il divertimento e con lo svago. A partire dal 1965, dopo il periodo del beat e con l'avvento della musica psichedelica, il genere rock comincia ad esplorare nuovi orizzonti. In America emergono gruppi come Jefferson Airplane, Grateful Dead, The Doors e Velvet Underground che, anche tramite l'uso di sostanze allucinogene, sperimentano nuove sonorità, nuovi colori prima di allora inesplorati. Furono questi artisti ad ispirare i Beatles: infatti questi ultimi avevano già tracciato colori e suoni psichedelici nel 1966 con Revolver, ma è nel giugno del 1967 che esce il secondo concept album (il primo fu Freak Out! di Frank Zappa) della storia della musica rock: Sgt. Pepper's Lonely Hearts Club Band. Il disco è la risposta britannica a Pet Sounds dei Beach Boys e sviluppa intuizioni già avute da Donovan, The Yardbirds, The Animals, The Who, portando il clamore mediatico che fino ad allora aveva circondato l'acid rock made in USA sull'altra sponda dell'Atlantico, e alimentando il potenziale commerciale di quel movimento sperimentale europeo in musica "leggera" che diventerà il progressive. Non è infatti un caso che numerosi nomi del progressive abbiano esordito proprio nell'ambito della psichedelia, a cominciare dai Pink Floyd, con The Piper at the Gates of Dawn, uscito lo stesso anno, od ancora i Genesis di From Genesis to Revelation o i Traffic con Mr. Fantasy.

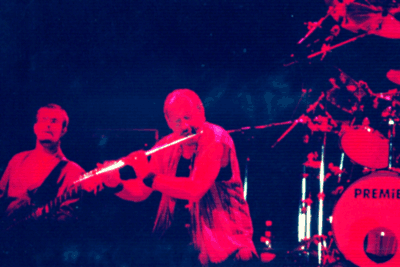
I Jethro Tull, formatisi nel 1967

Tra il 1967 e il 1969 non solo i Pink Floyd, ma anche gruppi come The Nice, Procol Harum, Aphrodite's Child e Moody Blues mischiarono al rock tradizionale elementi tipici della musica classica incorporando in alcuni casi l'organico di intere orchestre.
È in questo momento che si rintracciano i primi due album propriamente prog: alcuni critici, per l'esteso utilizzo dell'orchestra, fanno risalire la vera data di nascita del genere all'uscita del disco Days of Future Passed (1967) dei Moody Blues. Altri critici citano invece l'uscita di In the Court of the Crimson King dei King Crimson nell'ottobre del 1969 e in particolare la traccia d'apertura 21st Century Schizoid Man, brano divenuto simbolo del progressive. In entrambi i casi si tratta di gruppi inglesi: infatti è in Europa, e in particolare in Inghilterra, che si diffonde il nuovo genere.

### Dal 1970 al 1977
Nella prima metà degli anni settanta si ha il periodo di massimo splendore del rock progressivo. Band come Genesis, Yes, King Crimson, Emerson, Lake & Palmer, Gentle Giant, Van der Graaf Generator, Jethro Tull, Pink Floyd, Camel, Renaissance consegnano il movimento alla storia della musica. In questi anni è notevole la popolarità del rock progressivo, che vede molti artisti raccogliere la maggior parte dei consensi tra i lettori delle riviste musicali e riempire le arene, a dispetto della complessità della loro musica e degli standard commerciali.
La musica che li rende protagonisti fu definita allora come "rock sinfonico" a causa della contaminazione classica, che all'epoca era un'innovazione. Inoltre a fianco del prog si sviluppa anche il progressive folk, un nuovo genere che prenderà spunto dai gruppi sopra citati per unire alla loro musica gli elementi tipici della musica popolare.
La critica riconosce diverse diramazioni nel genere, che appare ben lontano dall'essere un movimento unitario e omogeneo, essendo caratterizzato da un complesso intreccio di scene locali e correnti interne, scambi di elementi fra gruppi, collaborazioni. La diversità tra queste formazioni ne permette una categorizzazione, che identifica vari sottogeneri del prog e permette una più semplice analisi del proliferare dei gruppi che caratterizzarono il decennio.

#### Rock sinfonico
Il rock progressivo sinfonico, noto anche come "progressive barocco" o "progressive romantico", è la corrente prog che fa più affidamento alla musica classica, riprendendone intere opere o le strutture compositive. Le band appartenenti a questo filone sono, inoltre, tra le più importanti nel panorama progressive e le uniche ad aver riscosso un notevole successo commerciale.

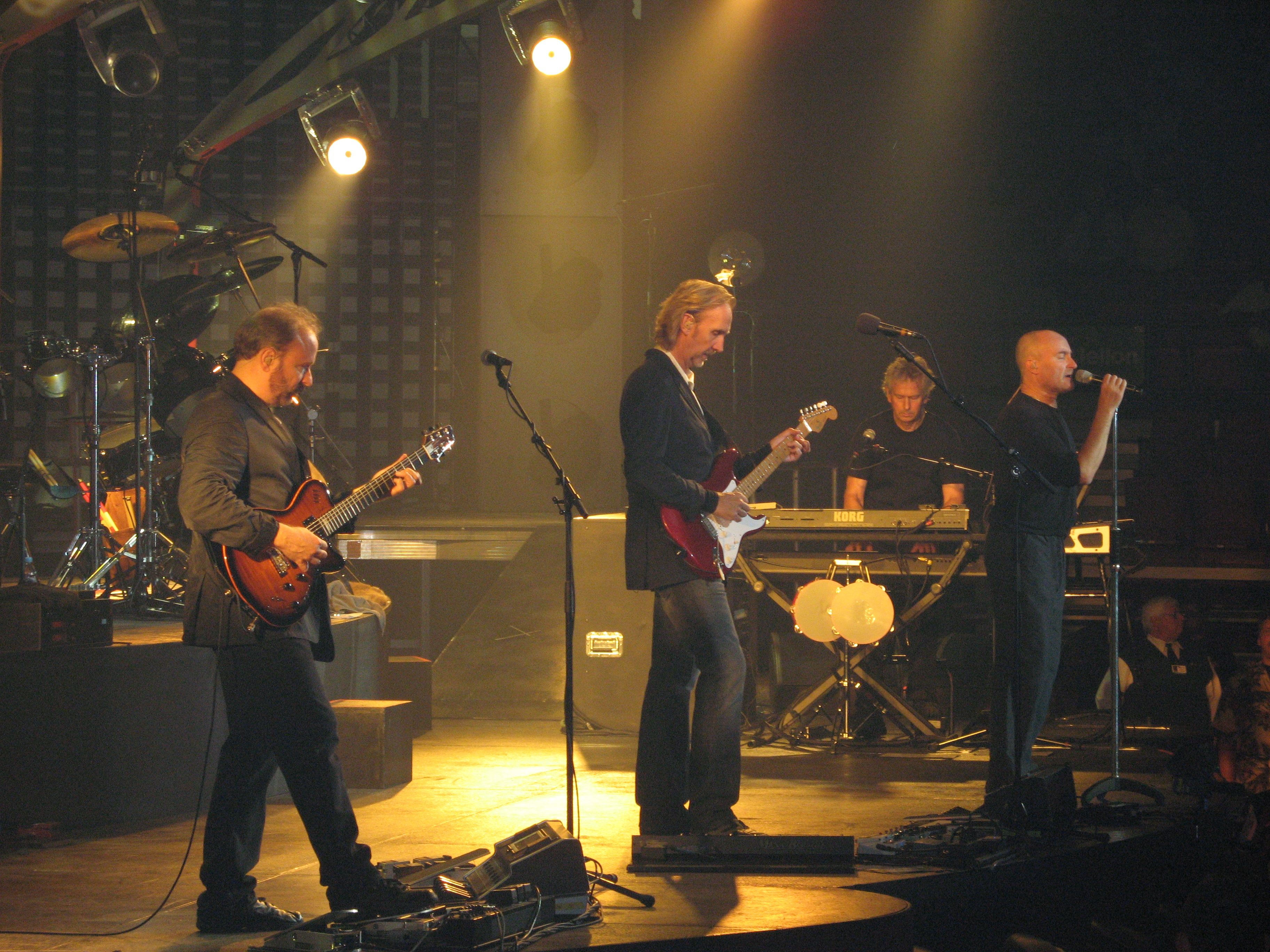
I Genesis in concerto alla Mellon Arena di Pittsburgh

Già nella seconda metà degli anni sessanta si rintracciano isolati seppure significativi esperimenti in questa direzione: ne è un classico esempio il brano Eleanor Rigby dei Beatles che poggia interamente sull'ormai celebre arrangiamento per ottetto di archi. A livello di suite più complete, già nel 1969 i Deep Purple anticipano la tendenza con il loro Concerto for Group and Orchestra, album live realizzato con la Royal Philharmonic Orchestra di Londra, sperimentando un connubio fra rock e musica classica attraverso partiture per orchestra scritte proprio dal tastierista Jon Lord. In questo contesto la tastiera è l'elemento fondamentale: virtuosi come Keith Emerson, Rick Wakeman, Tony Banks, Rick van der Linden, Kerry Minnear o Vittorio Nocenzi diventano figure fondamentali nelle rispettive band. Ess fanno largo uso di moog, minimoog, sintetizzatori, piani elettrici e soprattutto del Mellotron, strumento capace di ricreare sonorità preregistrate di archi, fiati e cori.
In realtà molte formazioni non si fanno mancare strumenti classici veri e propri, se non addirittura intere orchestre. Suite come Supper's Ready dei Genesis, Tarkus e Karn Evil 9 di ELP, Journey to the Centre of the Earth e The Myths and Legends of King Arthur di Rick Wakeman, Lizard dei King Crimson, A Plague of Lighthouse Keepers dei Van der Graaf Generator, The Snow Goose dei Camel, Close to the Edge e Awaken degli Yes, o Il giardino del mago del Banco del Mutuo Soccorso ne sono brani esemplificativi.
Tra i principali artefici di questa corrente vi sono i Genesis. I testi sono fantastici e surreali e le loro esibizioni sono degli spettacoli teatrali, con Peter Gabriel che tramite maschere e travestimenti recita album come Nursery Cryme, Foxtrot, Selling England by the Pound e soprattutto The Lamb Lies Down on Broadway, doppio concept album che costituirà il perno centrale dell'ultimo tour prima dell'abbandono dello stesso Peter Gabriel. Fondamentale nel loro sound è l'uso delle tastiere suonate da Tony Banks, ma grazie a Steve Hackett anche la chitarra elettrica ha un ruolo importante in pezzi come The Musical Box o Firth of Fifth.

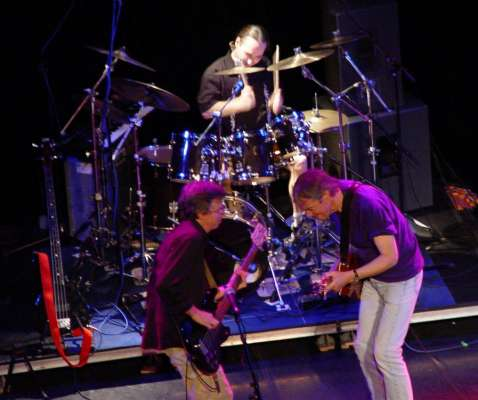
I Camel in concerto

Anche gli Emerson, Lake & Palmer sono tra i principali esponenti del progressive sinfonico: Keith Emerson, con il suo bagaglio di studi classici, ripropone in chiave rock opere come Pictures at an Exhibition, rivisitazione del celebre Quadri da un'esposizione di Modest Petrovič Musorgskij, alternato alle romantiche ballate di Greg Lake; il tutto sostenuto dall'eccezionale batteria di Carl Palmer.
Altra pietra miliare sono gli Yes: essi propongono un mix di tecnica, creatività compositiva e citazioni classiche che sintetizzano la maggior parte degli elementi caratteristici del prog, portato a livelli di eccellenza. La formazione classica a cinque, che comprende la particolarissima voce di Jon Anderson, la chitarra di Steve Howe, le tastiere di Rick Wakeman, l'innovativo basso di Chris Squire e la batteria di Bill Bruford o Alan White, produce capolavori come Close to the Edge, Fragile, Going for the One, Relayer o The Yes Album (questi ultimi due, rispettivamente, con i tastieristi Patrick Moraz e Tony Kaye).
Anche i King Crimson rappresentano un punto di riferimento in questo ambito: grazie soprattutto al chitarrista Robert Fripp, la band realizza In the Court of the Crimson King, uno dei punti fermi del genere e tra gli album più rappresentativi dell'intero panorama progressive. Nelle formazioni e gli album che si avvicendano si sviluppa ulteriormente il ruolo di protagonisti del genere.
Vi sono inoltre i Gentle Giant ed i Van der Graaf Generator, che propongono molti passaggi in stile barocco e fanno uso di un'ampia gamma di strumenti. In particolare i secondi si distinguono per le ardite e drammatiche esecuzioni all'organo e al sax, e per la figura del cantante Peter Hammill. Vi sono poi l'Electric Light Orchestra, nota anche con l'acronimo ELO, di Jeff Lynne, gli olandesi Focus, i tedeschi Eloy, i Renaissance, che condotti dalla voce di Annie Haslam rispolverano in chiave moderna diversi brani classici; i Camel che propongono un progressive romantico grazie anche alla chitarra di Andrew Latimer, ed i Barclay James Harvest.

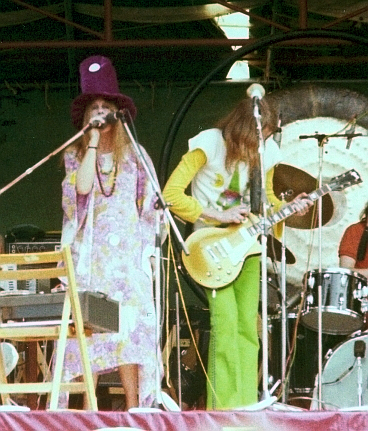
Gilli Smyth e Daevid Allen in concerto all'Hyde Park il 29 giugno del 1974

Si rimanda alla sezione dedicata al progressive italiano per approfondire la corrente sinfonica della penisola.
Nella suite Atom Heart Mother (1970) dei Pink Floyd, scritta in collaborazione con il compositore sperimentale Ron Geesin, il gruppo è affiancato da cori, archi e da un'imponente orchestra di fiati che esegue il tema principale del brano, lungo quasi 24 minuti.
Meno conosciuti nell'ambito del rock sinfonico di matrice progressive ma altrettanto celebri sono i Second Hand, The Greatest Show on Earth, Beggars Opera e i Fruupp.
Una figura controversa è Elton John: nonostante all'apice della sua carriera abbia maturato un'attitudine più pop, grazie ai suoi primi lavori, influenzati dell'educazione classica ricevuta alla Royal Academy of Music di Londra, rappresenterebbe, secondo alcuni, un esempio di symphonic progressive: in essi l'orchestra ha un ruolo centrale e la presenza dell'arrangiatore Paul Buckmaster, oltre che di altri session men quali Rick Wakeman e Mick Ronson..

#### La scena di Canterbury
Uno dei filoni più prolifici del progressive inglese, collegato ai gruppi fioriti attorno alla cittadina di Canterbury, si sviluppa nella contea del Kent. Caratterizzata dalla contaminazione col jazz e da atmosfere più lisergiche e sobrie, la scena si sviluppa a partire dalla formazione embrionale dei Wilde Flowers, da cui provengono quasi tutti i suoi principali esponenti. In essa figurano infatti Pye Hastings, Richard e Dave Sinclair, che formeranno i Caravan; vi sono poi Kevin Ayers e Robert Wyatt, fondatori dei Soft Machine, nei quali figura anche Daevid Allen, chitarrista che sarà poi leader dei Gong.
I primi di questi ad avvicinarsi al progressive, nel 1968, sono i Soft Machine, con The Soft Machine; album contaminato ancora da beat e psichedelia, ma comunque significativo. Il sound canterburyano si comincia a palesare con Volume Two, del 1969, anche se le porte del progressive saranno varcate l'anno successivo con Third, il capolavoro del gruppo. Il disco contiene lunghe esecuzioni, perlopiù strumentali, caratterizzate da un sofisticato jazz-rock ad elevato contenuto tecnico, che spiana la strada ai successivi Fourth (1971), Fifth (1972), Six (1973) e Seven, dello stesso anno. Il gruppo continuerà con altri lavori nello stesso stile, anche dopo l'abbandono di Robert Wyatt, il quale fonderà i Matching Mole. Questi ultimi producono Matching Mole e Little Red Record, entrambi del '72. Dopo un incidente, che gli causerà la perdita dell'uso delle gambe, Wyatt realizzerà Rock Bottom, prodotto da Nick Mason, considerato il suo capolavoro.
Per quanto riguarda i Caravan, essi realizzano un prog più romantico e dolce rispetto ai Soft: se nel primo album il prog è quasi assente, con If i could do it all over again I'd do it all over you esso si delinea perfettamente. Ma è con In the Land of Grey & Pink (1971) che il gruppo entra nella storia: questo lavoro raggiunge il culmine con Nine Feet Underground, una suite di oltre 22 minuti dai toni fantastici. L'album è seguito dall'ottimo Waterloo Lily ed un tour mondiale.
Oltre a queste formazioni, vi sono anche gli Hatfield and the North, che pubblicheranno due lavori di notevole interesse come l'omonimo album e The Rotters' Club. Nonostante l'altissima qualità il loro successo commerciale è scarso, ed il gruppo si scioglie nel 1977. La continuazione del gruppo da parte di alcuni suoi componenti prende il nome di National Health, formazione che produrrà ottimi album esclusivamente strumentali.
Per quanto riguarda i già citati Gong, sotto la guida di Allen e Gilli Smyth producono un eccellente space rock, che si discosterà però dal progressive dopo i primi lavori.

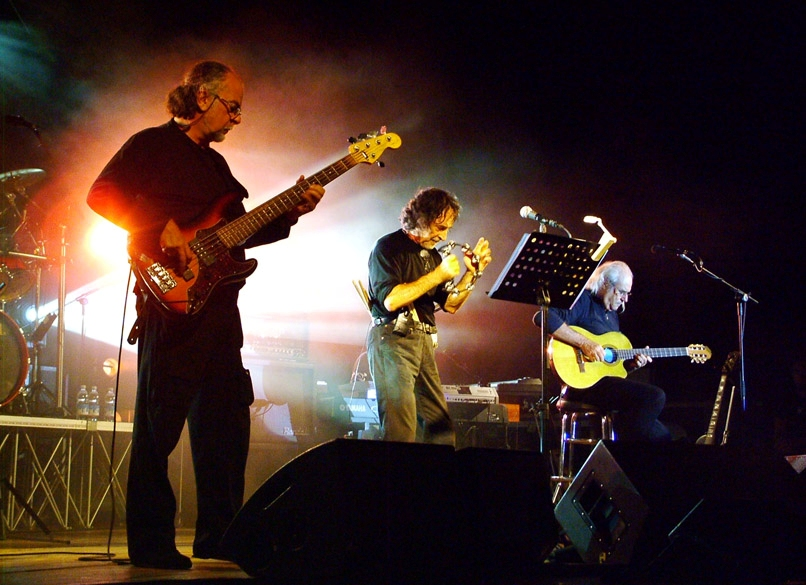
La Premiata Forneria Marconi dal vivo

Di Canterbury vi sono inoltre gli Henry Cow, ai quali si deve la nascita del movimento R.I.O. (Rock in Opposition). Essi non abbracciano il sound canterburiano, ma costruiranno le fondamenta dell'avant-prog.
Altri gruppi che caratterizzano la scena di Canterbury sono i Delivery, gli Arzachel, gli Egg e i Khan.

#### Rock progressivo italiano
L'Italia vanta nel corso degli anni settanta una diffusione del progressive seconda solo a quella inglese. Solo recentemente il filone del progressive italiano, anche noto come spaghetti prog, è stato rivalutato, addirittura con il riconoscimento della sua influenza da parte di artisti di livello internazionale più accreditati: lo stesso Peter Gabriel ha dichiarato d'averne tratto ispirazione ai tempi in cui militava nei Genesis. In Italia sono nate alcune fra le formazioni più importanti del progressive, come la Premiata Forneria Marconi, che riscosse un notevole successo all'estero (in particolare negli Stati Uniti d'America e in Giappone), il Balletto di Bronzo, il Banco del Mutuo Soccorso, i Goblin, Le Orme, i New Trolls, gli Osanna e gli Area, quest'ultima considerata una della band più innovative ed anti-convenzionali dell'intero panorama musicale italiano ed europeo.
Il progressive italiano è prevalentemente di stampo sinfonico-romantico, fortemente influenzato da King Crimson, Genesis ed Emerson, Lake & Palmer (anche se non mancano gruppi ispirati dal Canterbury Sound o all'hard prog) è spesso caratterizzato da ricchi intrecci di tastiere e contaminazioni con la musica classica, uniti ad un cantato che si rifà in pari misura alla tradizione italiana e al beat. Negli anni settanta si assiste ad un fiorire di schiere di nuovi gruppi, alcuni dei quali scompaiono dopo una prova discografica solitaria e a volte di successo.
Diversi cantautori furono influenzati dalle sonorità progressive; per esempio Claudio Rocchi, Alan Sorrenti, Angelo Branduardi, I Delirium di Ivano Fossati, Franco Battiato e Riccardo Cocciante. Anche i Pooh compirono una significativa incursione all'interno di questo genere con l'album Parsifal, pubblicato nel 1973. Lucio Battisti si interessò a questo genere musicale nell'album Anima latina del 1974, considerato un disco «senza il quale non si può dire di conoscere il progressive italiano» anche se l'artista aveva già mostrato influenze di questo genere in Amore e non amore del 1971.
Anche in Italia il progressive concluse il suo periodo di massima popolarità verso la fine degli anni settanta, e cadde per un po' nel dimenticatoio, per riemergere poi, dapprima come fenomeno più circoscritto ed elitario, nella forma del new progressive e poi con una forte rivalutazione del periodo d'oro, testimoniata sia da un accanito fenomeno di collezionismo, sia dalla popolarità del genere nei siti specialistici più noti.

#### Avant-prog
In questa categoria rientrano gruppi dallo stile anche molto eterogeneo, per la maggior parte dell'Europa continentale, la cui musica è solitamente più ostica, spigolosa e indirizzata alla sperimentazione rispetto a quella del resto del progressive.
Il 12 marzo 1978, a Londra, si tiene un festival dal nome R. I.O., acronimo di Rock In Opposition. Tale manifestazione è organizzata dagli inglesi Henry Cow, ed il suo obiettivo è spiegato da Chris Cutler, animatore dell'evento, che in un volantino distribuito durante l'esibizione scrive: "I discografici prendono le loro decisioni basandosi sul profitto ed il prestigio... essi hanno orecchie solo se si tratta di rubare denaro, cuori che pompano sangue di chi assassinano". Il testo si conclude con l'emblematica frase "L'indipendenza è un primo passo valido solo se seguirà una rivoluzione". L'obiettivo è quindi opporsi alla logica delle case discografiche creando una musica indipendente, lontana da obiettivi commerciali.
Oltre agli Henry Cow, al sodalizio aderiscono gli Univers Zero dal Belgio, gli italiani Stormy Six, i Samla Mammas Manna dalla Svezia ed i francesi Etron Fou Leloublan. Tutti questi artisti, nonostante la diversità della musica proposta, hanno in comune una continua ricerca musicale ed un'impostazione di stampo jazzistico.

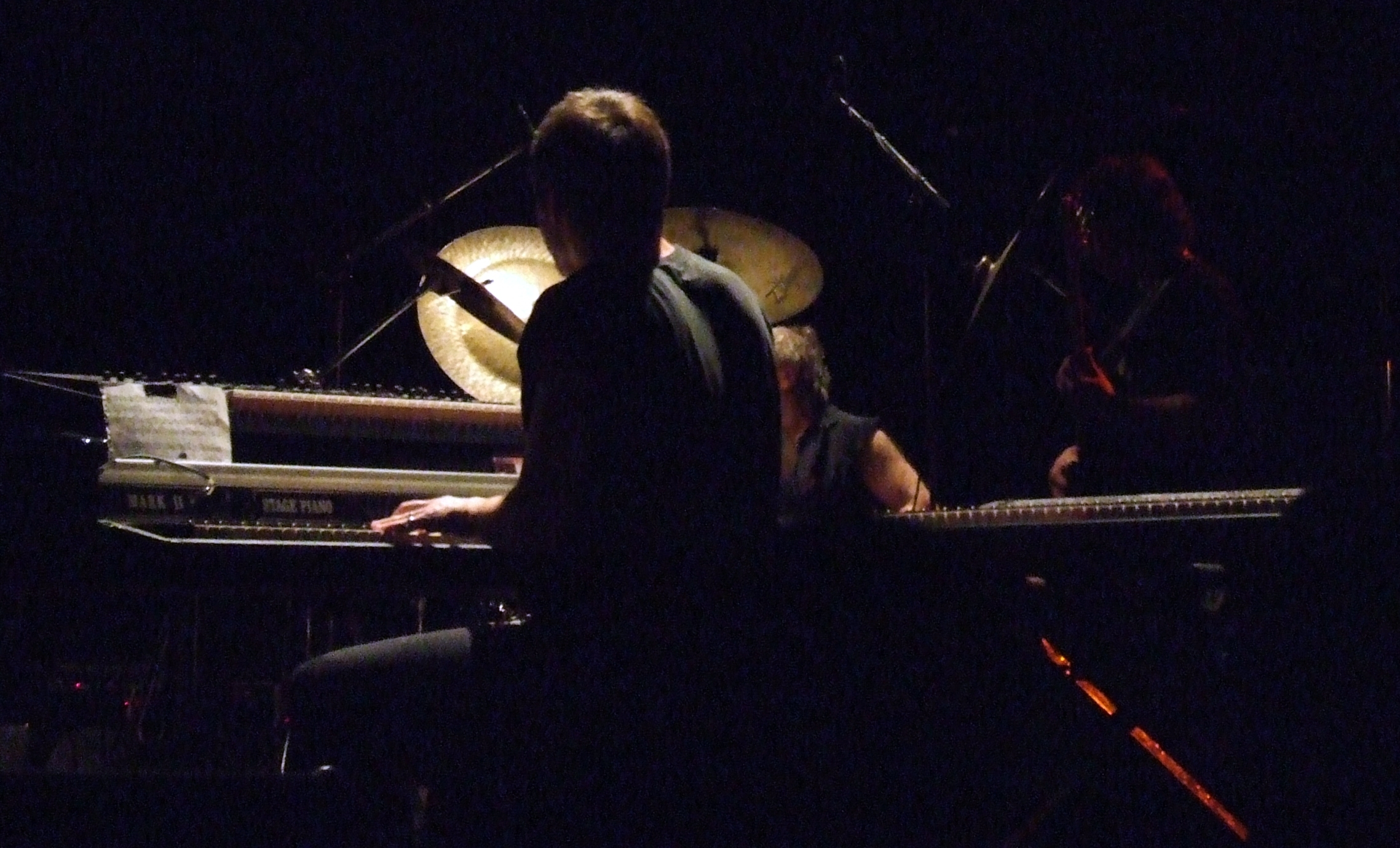
I Magma in concerto

Nonostante l'evidenza dell'idea politica del contesto, i testi non ne vengono particolarmente influenzati, in linea con la caratteristica propria del prog di non "contaminare" la musica con la politica. Il movimento si ritrovò in varie occasioni nei cinque paesi dai quali venivano i gruppi, e svanì nei primi anni ottanta.

#### Zeuhl
In Francia si diffonde invece il cosiddetto Zeuhl (che significa "celestiale"), lo stile ideato dai Magma, che incorpora elementi propri del free jazz e della musica di Bartók, Stravinskij e Carl Orff in un impianto progressive e fusion, creando lunghe composizioni dall'atmosfera epica e misteriosa. Il gruppo francese, guidato dal suo leader Christian Vander, oltre che per la musica, è innovativo anche sotto il profilo linguistico: è loro l'invenzione del kobaiano, una nuova lingua usata nei testi delle loro canzoni.
Il primo album del genere è Magma (1970), in cui i Magma inseriscono tempi dispari, intervalli di quinta diminuita e sequenze armoniche reiterate prese in prestito dalla musica classica novecentesca. Il tutto suonato da un organico che si avvicina alla definizione di orchestra in un gruppo rock. La musica è difficile, complessa e piena di dissonanze; i testi sono fantastici ed immaginari. La strada aperta dal primo album caratterizza gran parte dei successivi, facendo dei Magma il capostipite di questa corrente.

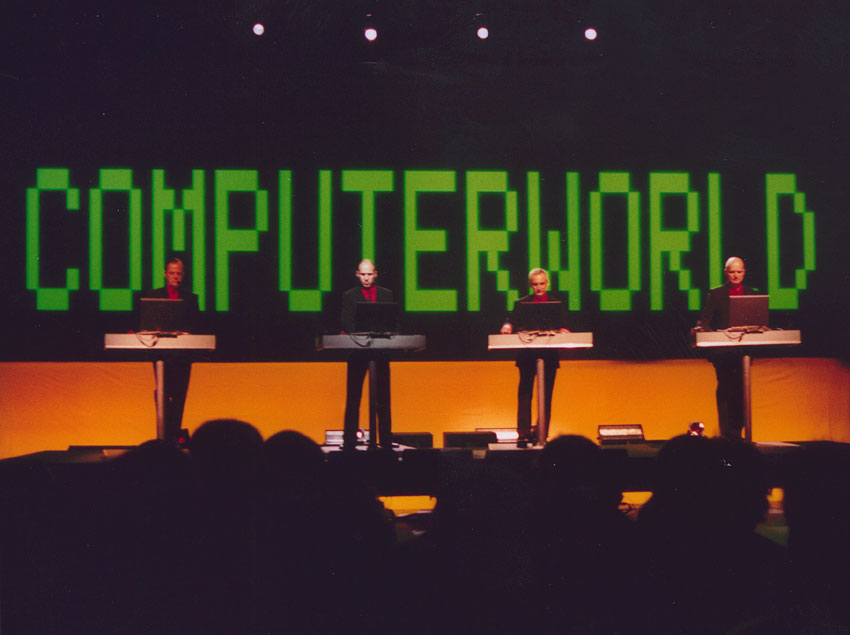
I Kraftwerk in concerto a Stoccolma

Altri gruppi minori sono, tra i tanti, Zao, Offering, Weidorje, Eskaton, Potemkine.

#### Space rock
Lo space rock è definito da sonorità e testi che suggeriscono atmosfere fantascientifiche. L'espressione venne coniata in origine per riferirsi a gruppi dei primi anni settanta come Pink Floyd e Gong, il cui sound era caratterizzato dall'uso sperimentale di suoni distorti di chitarra elettrica e di sintetizzatori, non raramente accompagnati da versi a tema fantascientifico. In molti casi questi primi esempi di space rock presentano molti elementi di contatto con il rock psichedelico, dal quale attingono molti gruppi fra i tardi anni sessanta e i primi anni settanta. Fra gli album nel complesso più rappresentativi del genere si deve citare Space Ritual degli Hawkwind. Sia i Pink Floyd che gli Hawkwind, negli spettacoli dal vivo, enfatizzavano le atmosfere fantascientifiche dei loro brani utilizzando scenografie suggestive, in cui comparivano luci laser e costumi di scena surreali.

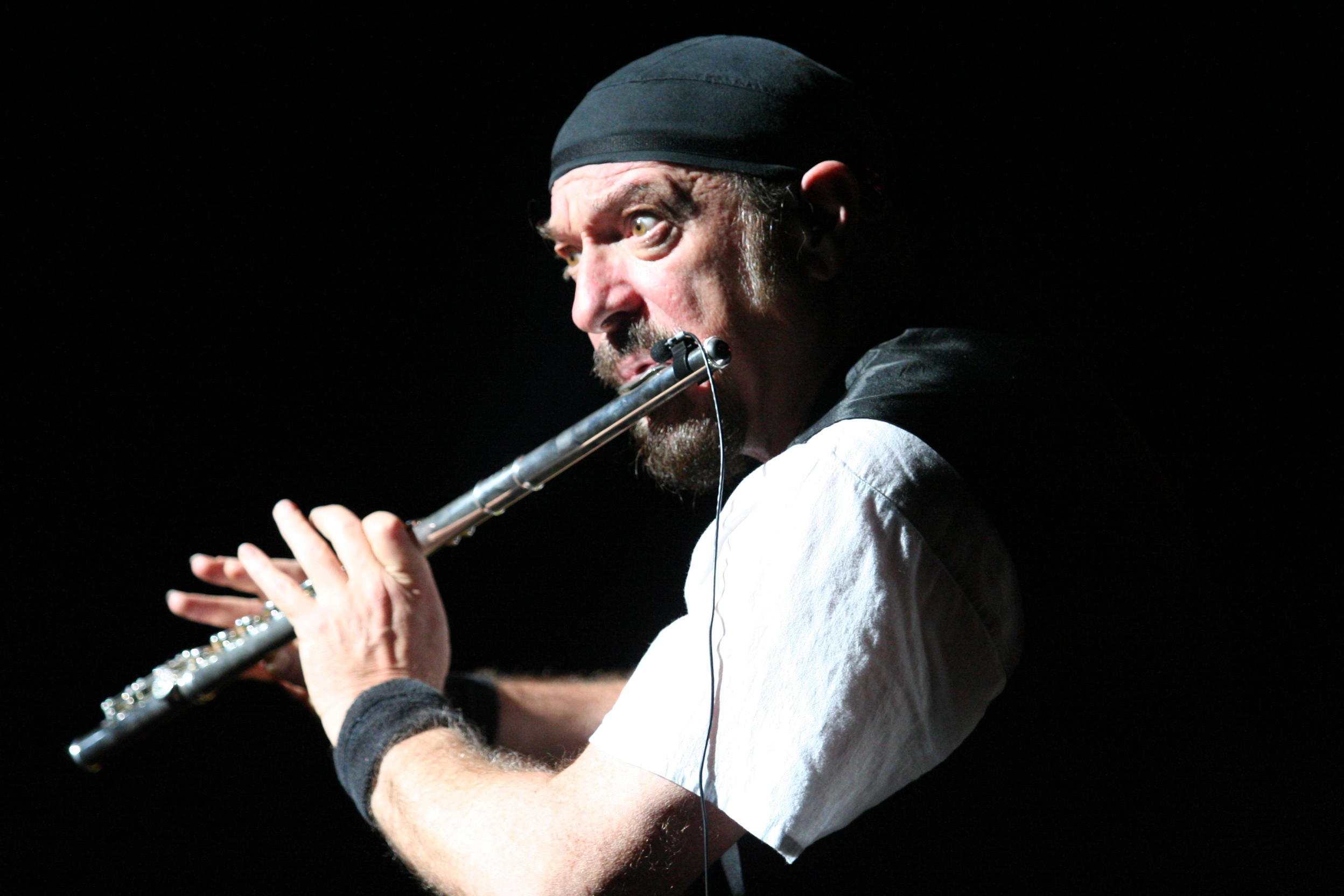
Ian Anderson, leader polistrumentista dei Jethro Tull

#### Progressive folk
Negli anni sessanta vi fu una riscoperta del folk: si pensi agli statunitensi Bob Dylan e Joan Baez od a Neil Young e Joni Mitchell canadesi di successo negli USA..
Sempre negli States nacquero numerosi gruppi, primi fra tutti i Byrds, che univano il rock alla musica popolare, seguendo le orme di Dylan. Nel Regno Unito questa tendenza venne influenzata dalla nascente corrente progressive: nel 1969, infatti, viene alla luce Liege & Lief dei Fairport Convention, album al quale si fa coincidere l'inizio del progressive folk.
Dal 1972 comincia il momento di maggior popolarità della corrente, che si sviluppa durante la prima parte degli anni settanta. A differenza del progressive rock, il progressive folk subisce in maniera lieve l'avvento del punk nel '77, ed album come Songs from the Wood, Heavy Horses e Stormwatch dei Jethro Tull, rispettivamente del 1977, 1978 e 1979, ne sono la testimonianza. Inoltre, proprio in questo periodo, appaiono gruppi anche al di fuori dell'Inghilterra e dell'Europa, come quelli sopra citati.
Il prog-folk è un genere che si sviluppa parallelamente al progressive inglese, al quale unisce la tradizione folk. A differenza del neoprogressive e del progressive metal, esso condivide il momento di maggior prolificità con il prog, e l'influenza tra i due è reciproca.
La corrente è caratterizzata da una musica prevalentemente acustica, spesso con cantato femminile e profondi agganci, sia stilistici che tematici, con la tradizione popolare medievale. A distinguere la corrente prog all'interno del folk sono essenzialmente la lunghezza e la complessità dei brani, che possono essere divisi in parti ed incorporare elementi jazz o indiani.
Dal punto di vista degli strumenti utilizzati, oltre ai classici strumenti rock compaiono il flauto traverso (si veda Ian Anderson dei Jethro Tull, capostipite del genere), mandolino, violino ed altri strumenti tipici del folk. Oltre ai Jethro Tull, vi sono i Renaissance, gli Steeleye Span, i Fairport Convention, i Pentangle, i Comus di First Utterance, gli Amazing Blondel, i Dando Shaft, gli Spirogyra, i Gryphon, i Principal Edwards Magic Theatre, i Mellow Candle, i Forest, i Trees, i Caedmon, la Incredible String Band e gli Strawbs. Altre band importanti sono collocate nel resto del mondo: in Germania gli Hoelderlin (si veda in particolare il loro album di debutto), gli Emtidi e gli Ougenweide; in Cile i Los Jaivas e gli El Congreso; in Québec gli Harmonium; in Francia i Tangerine e in Spagna i Triana e gli Itoiz. Tutti questi gruppi si rifanno alle tradizioni dei rispettivi paesi d'origine.

#### Krautrock

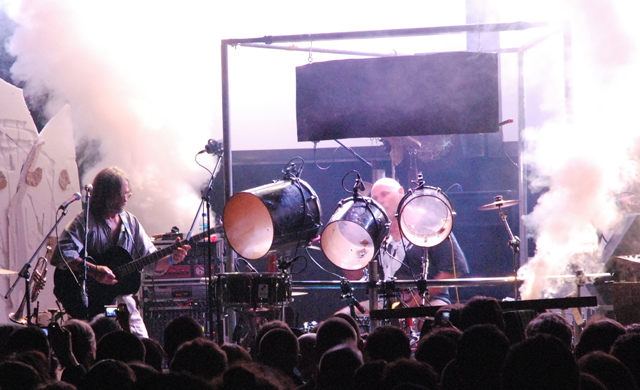
I Faust nel 2007

Il termine, letteralmente rock da crauti o rock di crauti, è nato da una definizione denigratoria sulle pagine del settimanale inglese Melody Maker.
L'intera corrente musicale si autodefiniva invece corrieri cosmici o musica cosmica ad indicare la sperimentazione e la ricerca sonora dei suoi esponenti, e fu ampiamente ispirata e promossa dal giornalista tedesco Rolf-Ulrich Kaiser, uno dei personaggi chiave dell'ambiente.
Il Krautrock nasce a Berlino grazie a tre musicisti: Edgar Froese, Klaus Schulze e Conrad Schnitzler, che sotto il nome di Tangerine Dream producono Electronic Meditation (1970), album dai suoni abrasivi e sperimentali. Dopo questo lavoro i tre si dividono e nei Tangerine rimane solo Froese, che l'anno successivo, con una formazione rivisitata, produce Alpha Centauri: è questo il primo lavoro in cui la critica parla di Krautrock, definendolo "The first electronic space album in history" ("Il primo album di musica elettronica spaziale della storia"). Nel 1972 arrivano i due album più significativi del genere: Irrlicht di Schulze e Zeit, sempre dei Tangerine, entrambi innovativi per l'epoca, caratterizzati dall'onnipresenza dell'elettronica e, nel primo caso, da un'orchestra "filtrata" in studio. La strada della formazione di Froese prosegue con il più melodico Phaedra, seguito da molti altri lavori di minor rilevanza. Del '73 è invece The Faust Tapes, dei Faust (di Amburgo), nati dalla mente di Uwe Nettelbeck, che con questo disco entrano tra i maggiori esponenti della corrente. Altre importanti figure berlinesi, oltre ai complessi già citati, sono gli Agitation Free e lo sperimentatore Dieter Moebius. Vi sono anche altre due città importanti per quanto riguarda lo sviluppo del genere: si tratta di Düsseldorf e Monaco di Baviera. Nella prima si affermano gruppi come i già menzionati Kraftwerk e Neu!, mentre di Monaco sono invece i Popol Vuh, gli Amon Duul e gli Embryo.
Il Krautrock è un genere che a partire dal rock progressivo e dalla musica elettronica tedesca dei decenni precedenti, come ad esempio Karlheinz Stockhausen, crea uno stile che mischia l'improvvisazione alla ricerca sonora avendo come denominatore comune le potenzialità offerte dall'elettronica, che negli anni settanta è in pieno sviluppo. L'ampia gamma di suoni che le nuove tecnologie mettono a disposizione e l'influenza del prog, che in quel periodo è all'apice della popolarità, fanno sì che il panorama dei corrieri cosmici sia notevolmente vario e diversificato, aprendo numerose strade che verranno riprese nei decenni successivi con il definitivo affermarsi della musica elettronica. Il Krautrock comprende gruppi spesso diversissimi tra loro, che vanno dallo sperimentalismo dei Faust alle derive cosmiche dei Tangerine Dream e dei Cluster, dalle anticipazioni di musica new age degli Ash Ra Tempel e dei Popol Vuh alla proto-new wave dei Can e dei Neu!, dalla nascita della techno tramite i Kraftwerk al rock apocalittico degli Amon Düül I e II; fino alle improvvisazioni freak dei Cosmic Jokers.

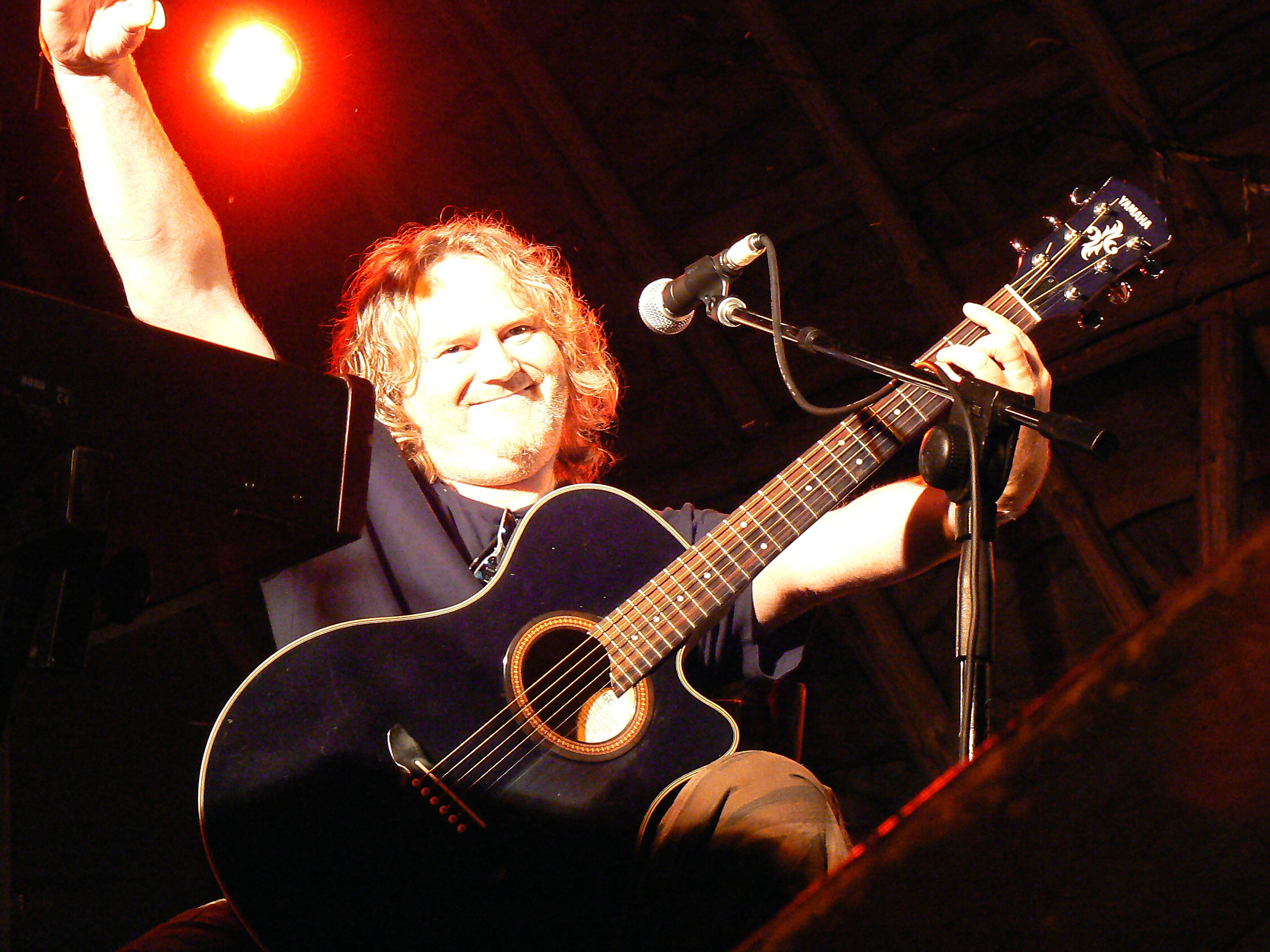
Nick Barrett, leader dei Pendragon

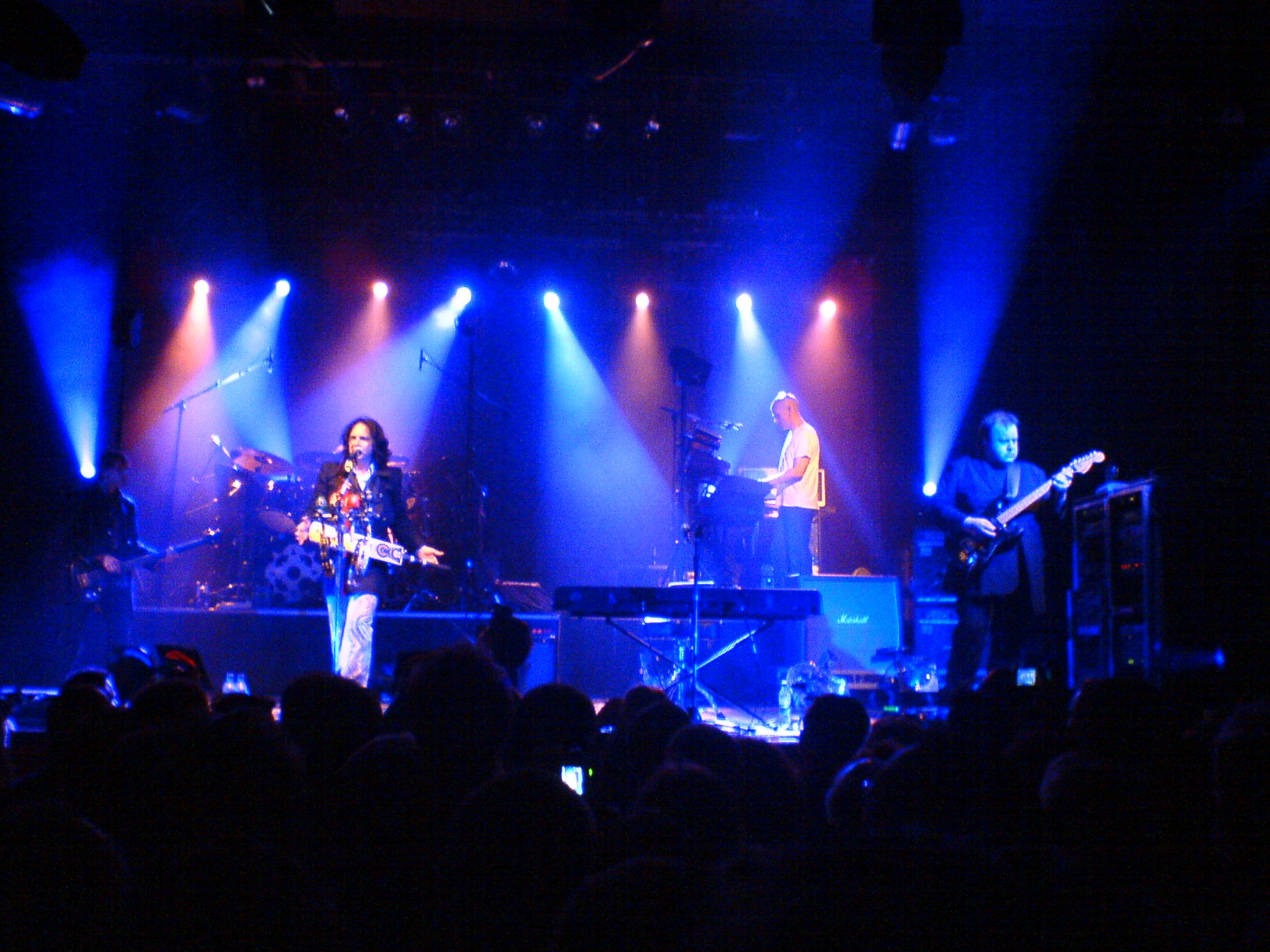
I Marillion in concerto

#### L'avvento del punk
Con l'avvento del punk rock, nel 1977, i gusti del pubblico e della critica si spostarono bruscamente verso uno stile più semplice ed aggressivo, attribuendo al rock progressivo aggettivi come "pomposo" e "pretenzioso". Emblematica fu la maglietta indossata in un concerto da Johnny Rotten dei Sex Pistols, capostipite della rivoluzione punk, che recitava "I Hate Pink Floyd" ("Odio i Pink Floyd"). Anche l'avvento della musica da discoteca, complice La febbre del sabato sera dei Bee Gees, contribuì a spostare l'attenzione del pubblico verso una musica più facile e grezza. Di fatto, nel '77 comincia il periodo più buio del prog, anche se non mancheranno le dovute eccezioni (si veda The Wall dei Pink Floyd, che nel 1979 riuscì a rimanere in testa alle classifiche americane per 15 settimane, o il live dei Genesis Seconds Out, caratterizzato da un'ottima qualità audio e arrangiamenti influenzati dal jazz-rock, che proprio nel '77 ottenne il disco d'oro nel Regno Unito e in Germania).
Solo la new wave che seguì recuperò alcuni aspetti del progressive meno noti al grande pubblico, ma alla lunga distanza più duraturi: i Public Image Ltd. e altri ripresero molto dal krautrock tedesco, ed il diffondersi dell'elettronica fece tesoro dell'opera pionieristica di personaggi come Brian Eno, Klaus Schulze e soprattutto i Kraftwerk. Alcuni brani di questi ultimi fornirono persino le basi per i primi successi di Afrika Bambaataa. In altri gruppi, come i Duran Duran, gli Ultravox e gli Spandau Ballet ed addirittura i Soft Cell (gruppo di dance-elettronica), invece, erano chiaramente avvertibili elementi melodici e uso di tastiere elettroniche proprie del progressive di alcuni anni prima.
Se questa crisi colpisce principalmente l'Europa, nel resto del mondo il prog si sta invece affermando: in Giappone come negli Stati Uniti il genere è una novità. In questo periodo sorgono moltissimi gruppi, che prolifereranno soprattutto nel decennio seguente, che prendono spunto dalla scena europea per ottenere un notevole successo in patria. Esempio emblematico è quello dei canadesi Rush che sfornano album pregiatissimi come 2112, A Farewell to Kings e Hemispheres.

#### Rock progressivo americano
Nella seconda metà degli anni settanta, parallelamente al decadimento del rock progressivo in Gran Bretagna e in generale in tutta Europa, il genere ebbe un periodo di crescita negli Stati Uniti e in Canada.

### Anni ottanta
Gli anni ottanta rappresentano il periodo di regressione del progressive, che si ritrova sopraffatto dalla dance e dal punk. Alcuni gruppi storici modificano la loro musica, semplificandola e introducendo spesso elementi più "elettronici": nel 1983 i Genesis conquistano il successo internazionale con la canzone Mama che dà forte enfasi alla batteria elettronica. Nel 1984 gli Yes ottengono a sorpresa una hit con la canzone Owner of a Lonely Heart che, pur contenendo moderni effetti elettronici, è sufficientemente orecchiabile e ritmata da poter essere suonata nelle discoteche.
Anche Steve Hackett e Anthony Phillips proseguono sulla loro via, realizzando ottimi dischi. Si ha tuttavia una perdita di creatività generale, e la maggior parte dei gruppi che non si sciolgono cedono alle regole del mercato per sopravvivere: emblematici sono i Genesis di Phil Collins o la PFM, con Suonare suonare, lontani dai fasti del decennio precedente. I Pink Floyd cambiano radicalmente sound con l'abbandono di Roger Waters e la guida di David Gilmour. A Momentary Lapse of Reason, del 1987, ha sonorità meno acustiche e più pop rispetto ai precedenti lavori. È da ricordare il megaconcerto a Venezia della band il 15 luglio 1989, seguito in mondovisione. Anche Waters, con il suo Radio K.A.O.S. (1987) si sposta verso musiche più pop senza però dimenticare l'impegno pacifista che ha caratterizzato molti suoi lavori.
Se il progressive vive un periodo di decadenza, si sviluppa in questo periodo, sempre in Inghilterra, il neoprogressive, un "revival" del genere, guidato da gruppi come i Marillion, iQ, Twelfth Night, Pallas e Pendragon. Essi, contro ogni logica commerciale, tentano di recuperare il discorso interrotto dal Punk, e sulla strada del prog sinfonico rispolverano le vie cominciate dai King Crimson, dai Genesis, dagli Yes, mantenendo vivo il prog in un periodo di decadenza.

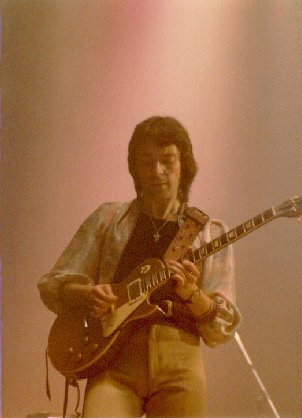
Steve Hackett in concerto

Come precedentemente anticipato, una scena particolarmente interessante si sviluppa in Giappone, dove ha luogo una vera e propria riscoperta degli anni settanta ed una rivalutazione del progressive, con una costellazione di gruppi che si avvicinano in particolare al symphonic prog, e che agitano un pubblico finora profano, interessato tra l'altro anche al progressive italiano.
Anche in Svezia ci sono gruppi interessanti, come gli Isildurs Bane e i Kultivator. Dal Canada arrivano i Miriodor, dall'Ungheria i Solaris e dai Paesi Bassi i Flairck.
Un'altra importante formazione che dal 1987 popola la scena progressive, e che ne è tra i principali esponenti nel decennio successivo, è quella dei Porcupine Tree, guidati dal cantante e chitarrista Steven Wilson.

### Anni novanta
Gli anni novanta vedono una rinascita dello stile progressive, che prende forma in un rock più spigoloso e duro rispetto a quello degli anni settanta. La scena è variopinta: il prog viene ripreso in tutte le sue forme, viene mischiato con altri generi e si diffonde in tutto il globo. Nasce il progressive metal, che unisce il metal alle strutture del progressive, facendo largo uso di tastiere e sintetizzatori. Esso vede come capostipite i Dream Theater, affiancati da molte altre formazioni che prolifereranno anche nel nuovo millennio. Vi è inoltre un rispolvero del neoprogressive del decennio precedente e la rinascita di alcuni protagonisti del prog anni settanta, che si mostrano capaci di riproporre ottima musica dopo un lungo silenzio.
All'inizio del decennio molte nuove band cominciano a riproporre la ricetta del progressive.
Nel 1992 Roger Waters, ex Pink Floyd, pubblica Amused to Death, il cui brano Perfect Sense verrà portato in tour fino al 2007.
Da segnalare anche il ritorno in scena, dopo sette anni dall'ultimo disco, dei Pink Floyd, con The Division Bell, che raggiunge il primo posto nelle classifiche e vende oltre 10 milioni di copie. Ad esso seguì una tournée particolarmente coreografica documentata sul doppio album Pulse, uscito in cassetta VHS e, nel 2006, anche in DVD. Nel 1994 si assistette anche alla pubblicazione dell'album Talk degli Yes, che segue parzialmente i canoni del rock progressivo classico.
Nel 1997 si segnala l'uscita di Calling All Stations dei Genesis (ultimo lavoro in studio del gruppo) con il nuovo cantante Ray Wilson e di OK Computer dei Radiohead: pur non essendo un disco prettamente prog, ne ricalca alcuni aspetti, in particolare i più sperimentali, soprattutto nella lunga Paranoid Android, con sezioni molto diverse tra loro e temi ripetuti.

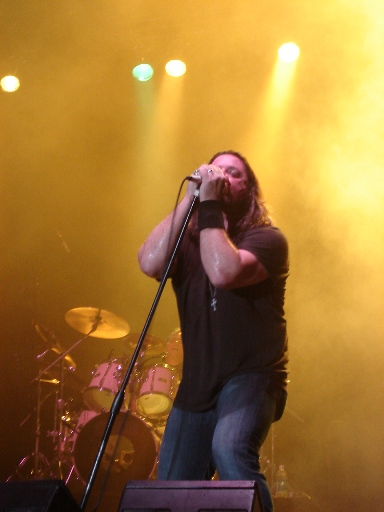
Russell Allen, voce dei Symphony X, in un concerto a Porto Rico

### Nuovo millennio e riunioni
Il lavoro di artisti contemporanei come Radiohead e Sigur Rós incorpora alcuni degli elementi più sperimentali del rock progressivo, soprattutto di matrice psichedelica e floydiana, talvolta combinati con la sensibilità estetica dell'hard rock. Altri interpreti rimangono più legati alla tradizione prog, come il gruppo olandese degli Ayreon, il cui leader Arjen Lucassen si adopera alla realizzazione di opere rock con illustri partecipazioni esterne.
Il rock progressivo del periodo classico gode di questa recente riscoperta e di una nuova attenzione, dovuta anche al ricambio generazionale e alle riedizioni in compact disc, a volte anche in edizioni speciali cartonate, di numerosi album fondamentali del genere adesso molto più diffusi. Per contro, quello più recente continua ad essere oggetto di appassionati, ma sembra non ricevere alcun'attenzione dalla stampa più commerciale e viene pressoché ignorato dalle radio, che si dedicano, nonostante ciò, a recuperare i vecchi "classici" del genere.
Con il nuovo millennio, oltre ad alcuni superstiti dell'epoca d'oro, vi sono nuove band.
In questi anni si assiste a due riunioni: una dei Pink Floyd al Live 8 londinese nel 2005 e una dei Genesis nel 2007, con un tour mondiale che si concluderà al Circo Massimo di Roma di fronte a 500.000 spettatori.
Da ricordare anche il disco di David Gilmour (chitarrista dei Floyd) On an Island nel 2006, al quale segue un tour dove, con Richard Wright alle tastiere, Gilmour ripropone vecchi classici del gruppo londinese. Continuano a salire sul palco anche altri vecchi esponenti del genere come Roger Waters (ex Pink Floyd), Steve Hackett (ex Genesis) e Jethro Tull.
Molte "vecchie glorie" si dedicano, in questo periodo, alla produzione di musica classica: Waters scrive l'opera Ça ira (2005), Hackett incide Tribute (2008) per chitarra classica e Tony Banks (tastierista dei Genesis) realizza la suite per orchestra Seven (2003).

## Generi derivati
Lo stile progressive è stato ripreso negli anni successivi al 1975 da altri artisti: essi, non appartenenti alla corrente progressive in senso stretto, hanno incorporato nella loro musica la quasi totalità degli aspetti tipici dello stile, dando origine a neoprogressive e progressive metal.

### Neoprogressive
Il neoprogressive è un genere che nasce dalla nostalgia del progressive classico, in particolare quello sinfonico: nonostante di esso ne vengano richiamati la maggior parte degli aspetti, il neo-prog ha la capacità di evolversi ed acquistare una fisionomia propria, che fa di esso un genere a parte.
A differenza dei loro predecessori, i gruppi neoprogressive hanno tipicamente scarse velleità di successo commerciale, e mirano invece a conquistare l'apprezzamento del "sommerso" pubblico del progressive. Dal 1985-86 fino alla fine degli anni novanta questo movimento di artisti di nuova generazione si mantiene molto prolifico, schierando gruppi come i Marillion, gli IQ, i Twelfth Night, i Pendragon e i Pallas.

#### Definizione ed elementi caratteristici
Fra l'inizio e la metà degli anni ottanta iniziano ad apparire sulla scena gruppi progressive di nuova generazione, tipicamente fondati da musicisti che erano stati fan dei grandi gruppi del decennio precedente, che cercano abbastanza esplicitamente di emularne lo stile. Inizialmente l'imitazione è spesso piuttosto esplicita, tuttavia è errato considerare il new progressive una mera imitazione e manierismo: molti di questi gruppi, infatti, seppero realizzare opere che divennero veri e propri "classici" per i fautori del rock progressivo. La trilogia iniziale dei già citati Marillion, Script for a Jester's Tear, Fugazi e Misplaced Childhood, è per esempio, considerata di grandissimo valore artistico; lo stesso si può dire di album degli IQ come The Wake e Tales from the Lush Attic, o l'album dal vivo Live and Let Live dei Twelfth Night. Quest'ultimo gruppo è un'evidente testimonianza della capacità di innovazione del movimento neoprogressive: le loro esibizioni dal vivo (e i loro album in studio in misura minore) univano musicalità progressive ad elementi new wave o addirittura punk, all'impegno politico e ad una teatralità che potrebbe ricordare Frank Zappa.

#### Storia
Il neoprogressive assume una propria identità verso la metà degli anni ottanta, periodo nel quale compare il primo ed unico gruppo capace di "sfondare" il muro fra il progressive ed il pop commerciale: i Marillion. Il loro singolo Kayleigh raggiunge la posizione numero 2 nelle classifiche inglesi (e vende bene in tutto il mondo), ed anche l'album si piazza nelle top ten di vari stati. Nel tour successivo i Marillion riescono a riempire grandi teatri e arene in gran parte d'Europa. Il fenomeno del successo di pubblico dei Marillion è però una parentesi piuttosto breve, ed in seguito il new progressive torna ad essere alimentato da un pubblico elitario, non numeroso ma fedele e molto attivo. Nonostante ciò i più importanti gruppi neoprogressive degli anni ottanta riescono a trovare i mezzi per dare vita a discografie molto ricche, e la maggior parte di essi sono ancora attivi.
Il tardo neoprogressive (anni novanta ed il primo decennio del nuovo millennio) vede gli IQ produrre Ever, i Marillion confezionare Brave e i Pendragon sfornare The World. Si assiste inoltre alla fine del predominio della scena della musica britannica e l'emergere di numerosissime realtà locali, compresa quella italiana.

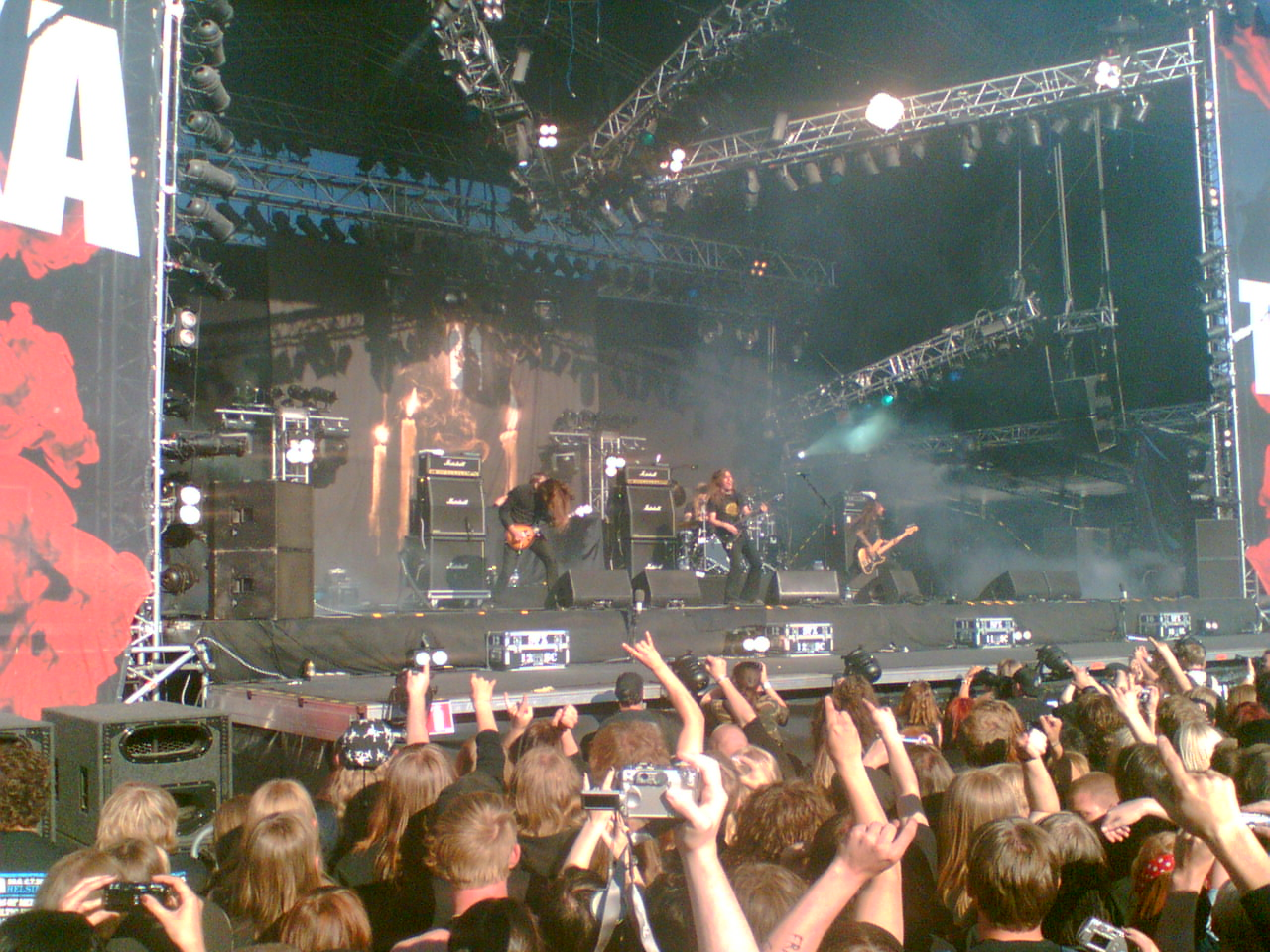
Gli Opeth nel 2006

In questo periodo, infine, la diffusione di Internet e la possibilità di acquistare musica online hanno avuto l'effetto di consentire una notevole proliferazione di gruppi noti solo ai cultori del genere che, svincolati da qualsiasi velleità di tipo commerciale, si stanno rivelando, secondo alcuni critici, molto interessanti, e promettono di esplorare nuove vie del rock progressivo.

### Progressive metal
Negli anni novanta il ritrovato splendore del prog suggerì ad alcuni artisti di coniugare le sue sonorità con quelle dell'heavy metal, ed il risultato è stato denominato progressive metal.

#### Definizione ed elementi caratteristici
Con il progressive metal tutti gli elementi tipici del rock progressivo vengono reinterpretati ed uniti alla tradizione dell'heavy metal: dal progressive sono attinti il virtuosismo dei singoli strumentisti, in alcuni casi portato a livelli estremi; la durata dei brani, che va oltre la media dei 4-5 minuti; l'utilizzo molto frequente di tempi dispari e scale di derivazione classica, le dissonanze del jazz e i tempi sincopati della fusion. Dal metal vengono riprese le sonorità dure, la rumorosità della batteria e lo stile chitarristico, affiancato da suoni molto distorti e freddi.
I Dream Theater, indipendentemente dalle preferenze musicali, vengono considerati il gruppo di punta di questo genere, ma sarebbe sbagliato considerarli come gli inventori del prog metal, in quanto non hanno fatto altro che recuperare le lezioni dei gruppi precedenti a loro e, a cominciare dal successo di Images and Words, porre i canoni di questo nuovo stile di musica, che verrà in seguito ripreso da molte altre formazioni. Gli Opeth, invece, sono il gruppo più rappresentativo della corrente progressive death metal, il più importante sottogenere del progressive metal, al quale unisce le sonorità tipiche del death metal.

#### Storia
Già negli anni settanta si assiste al tentativo di unire le peculiarità del prog al rock più duro: i Rush, gruppo da cui i Dream Theater hanno tratto gran parte del loro stile, hanno unito le tecniche del progressive rock al loro background, basato sull'hard rock dei Led Zeppelin, creando un nuovo stile che, rispetto al progressive rock inglese, era caratterizzato da suoni molto più duri. I King Crimson, poi, hanno trasformato il progressive sinfonico degli esordi in un genere molto più duro, in particolare con l'utilizzo di dissonanze e suoni più graffianti, che hanno reso la loro musica più aggressiva. Un'operazione contraria, che dall'hard rock conduce al progressive, viene svolta dai Deep Purple, che grazie allo stile di Blackmore e Lord hanno contribuito alla diffusione dell'utilizzo, da parte di gruppi rock, di sonorità vicine alla musica classica, che sarebbero state riprese dai Rainbow e utilizzate da chitarristi come Yngwie Malmsteen e i gruppi di speed metal o metal sinfonico (genere che in alcuni casi, come Angra o Symphony X è difficile separare nettamente dal progressive metal).

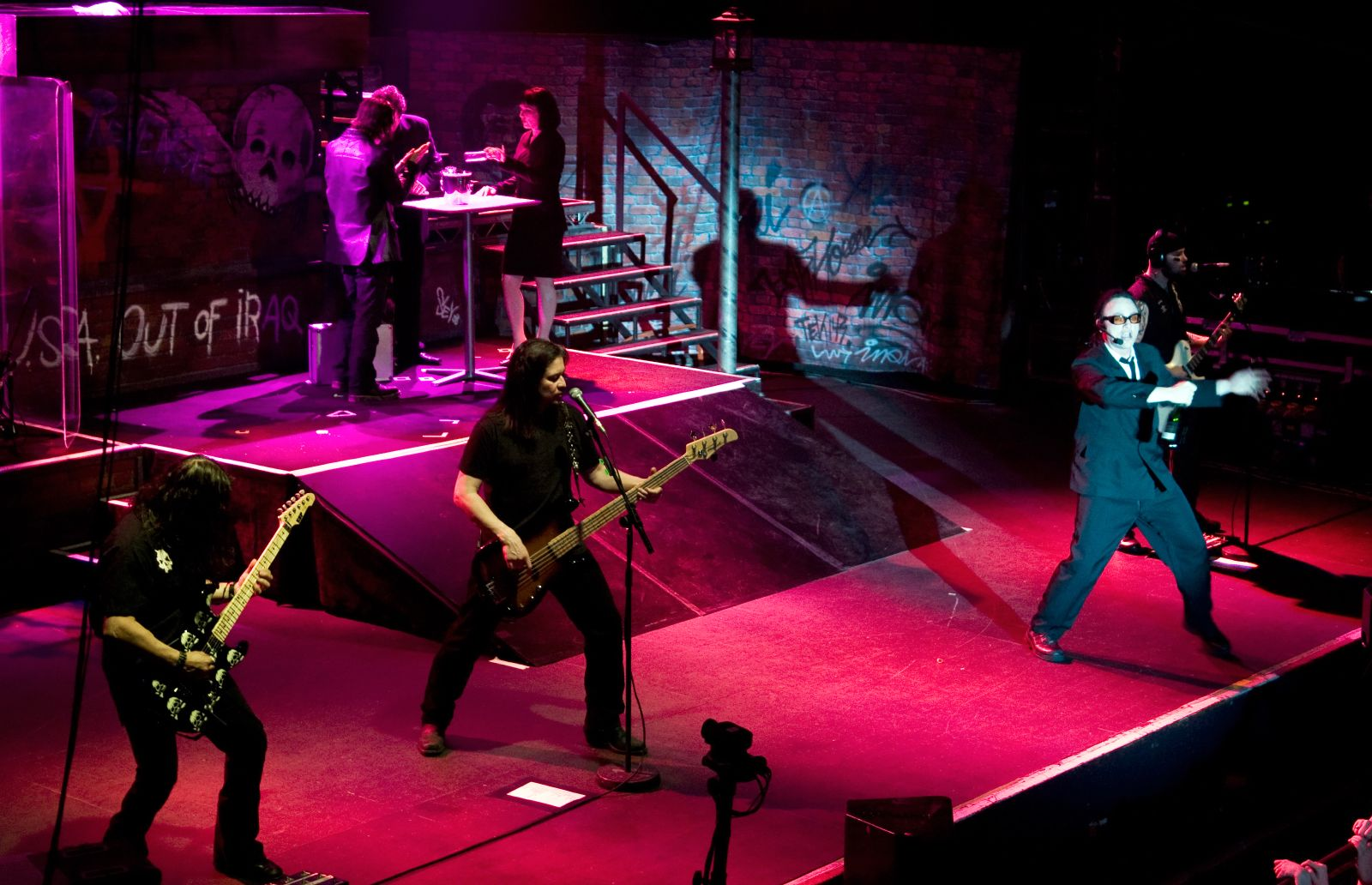
I Queensrÿche a Barcellona

Nonostante questi esperimenti, il primo embrione di progressive metal vede la luce solo agli inizi degli anni ottanta grazie ai Fates Warning ed ai Queensrÿche, i quali propongono un heavy metal arricchito con elementi tipici del rock progressivo. Le influenze di queste due band contribuirono alla nascita di molte formazioni, tra cui i Dream Theater, ai quali si attribuisce il merito di aver definito i principali canoni dello stile grazie al loro album Images and Words. Altri gruppi significativi sono gli Shadow Gallery, i Threshold, i Vanden Plas, i Royal Hunt e i Tool. Il genere subì modifiche nei paesi scandinavi, come Norvegia e soprattutto Svezia, grazie ai lavori di band come gli Evergrey, i Pain of Salvation e gli Andromeda. Anche in Italia il prog trovò solide basi in gruppi come DGM, Secret Sphere, Vision Divine, Labÿrinth, Eldritch, Time Machine.
Come già accennato, un'operazione più estrema viene compiuta dagli Atheist con il loro Piece of Time, e dagli Opeth, qualche anno dopo, con Orchid. Essi creano il progressive death metal, del quale analizzano e sviluppano due lati differenti: gli Atheist quello maggiormente tecnico, dando vita, assieme ai connazionali Cynic, a quello che poi sarebbe stato chiamato technical death metal; gli Opeth quello maggiormente melodico ed atmosferico, infarcendo le loro produzioni musicali di espliciti riferimenti al rock progressivo e concentrando l'attenzione dell'ascoltatore sulla continua alternanza tra melodia e distorsione.

### Titoli generali
- Innocenzo Alfano, Fra tradizione colta e popular music: il caso del rock progressivo, Roma, Aracne, 2004, ISBN 88-548-0574-2.
- Al Aprile e Luca Mayer, La musica rock-progressiva europea, Milano, Gammalibri, 1980.
- Gino Castaldo, La terra promessa, Feltrinelli, 1994, ISBN 88-07-81299-1.
- Daniele Follero, Concept Album. I dischi a tema da Sgt. Pepper al nuovo millennio, Bologna, Odoya, 2009, ISBN 978-88-6288-053-4.
- Jerry Lucky, The Progressive Rock Files, Burlington, Ontario, Collector's Guide Publishing, Inc., 1998, ISBN 1-896522-10-6.
- Jerry Lucky, The Progressive Rock Handbook, Burlington, Ontario, Collector's Guide Publishing, Inc., 2008, ISBN 978-1-894959-76-6.
- Edward Macan, Rocking the Classics: English Progressive Rock and the Counterculture, Oxford, Oxford University Press, 1997, ISBN 0-19-509888-9.
- Bill Martin, Listening to the Future: The Time of Progressive Rock, Peru, Ill., Carus Publishing Company, 1998, ISBN 0-8126-9368-X.
- Francesco Perrone, L'estetica del rock progressivo, in Rivista di Scienze sociali, n. 17, 2017, ISSN 2239-1126 (WC · ACNP).
- Cesare Rizzi, Progressive & Underground '67 - '76, Firenze, Giunti Editore, 2003, ISBN 88-09-03230-6.
- Cesare Rizzi, Progressive, Firenze, Giunti Editore, 1999, ISBN 88-09-21787-X.
- Cesare Rizzi, The prog side of the moon. Suoni e leggende del rock europeo. Anni 70, Giunti Editore, 2010.
- Riccardo Scivales, "Flight": Odd Meters In Prog Music, in Piano Today, USAVol. 28, n. 4, Fall 2008,  pp. 34–37 e 43.
- Riccardo Scivales, Keyboardist Rick Wakeman and Yes's "South Side", in Piano Today, USAVol. 26, n. 1, Winter 2006,  pp. 24–25 e 51.
- Charles Snider, The Strawberry Bricks Guide To Progressive Rock, Chicago, Ill., Lulu Publishing, 2007, ISBN 978-0-615-17566-9.
- Paul Stump, The Music's All That Matters: A History of Progressive Rock, Londra, Quartet Books Limited, 1997, ISBN 0-7043-8036-6.
- Donato Zoppo, Prog. Una suite lunga mezzo secolo, Roma, Arcana, 2011, ISBN 88-6231-195-8.
- Carlo Pasceri, Prog, una ministoria ragionata, in Axe Magazine, 83 e 84, dicembre 2003-gennaio 2004.
- G. Nanni, Rock progressivo inglese, Roma, Castelvecchi, 1998.
- Riccardo Bertoncelli e Franco Bolelli, Paesaggi immaginari. Trent'anni di rock e oltre, Giunti Editore, 1998.
- Riccardo Bertoncelli, Musica da non consumare Discografia anni 70, Edizioni Il Formichiere, 1979.
- Leonardo V. Arena, Brian Eno. Filosofia per non musicisti, Mimesis, 2014.
- Michael Nyman, La musica sperimentale, ShaKe, 1974.
- Antonello Cresti, Solchi sperimentali. Una guida alle musiche altre, CRAC Edizioni, 2014.

### Scena di Canterbury
- Graham Bennett, Soft Machine. Out-Bloody-Rageous, Londra, SAF Publishing, 2005, ISBN 0-946719-84-5.
- Vernon Fitch, A Collectors Guide to Soft Machine, Gong, Henry Cow & Related Group Recordings, Pink Floyd Archives, 1998.
- Trond Einar Garmo, Henry Cow. En analyse av avantgarderock, Trondheim, NTNU, 2001, ISBN 82-92267-02-6.
- Bernward Halbscheffel, Früher Jazzrock in Großbritannien - die Canterbury-Strömung, in Jazzforschung/Jazz Research, n. 22, Graz, 1990.
- Enrico Fontana, A nord di Londra - Itinerari canterburiani verso Hatfield e dintorni, Roma, Arcana, 2022, ISBN 978-88-9277-107-9.
- Robert Wyatt, Dalla viva voce, Auditorium, 2009.
- Leonardo V. Arena, La filosofia di Robert Wyatt. Dadaismo e voce: unlimited, Mimesis, 2014.
- King Michael, Falsi movimenti. Una storia di Robert Wyatt, Arcana, 1994.
- Marcus O'Dair, Different Every Time: The Authorised Biography of Robert Wyatt, 2014.
- Valerio D'Onofrio e Valeria Ferro, I 101 racconti di Canterbury, CRAC Edizioni, 2017.

### Progressive in Italia
- Paolo Barotto e Marco D'Ubaldo, Rock progressivo italiano - The complete discography, Milano, Mediane, 2006, ISBN 88-89886-01-3.
- Max Cristadoro, I 100 migliori dischi del progressive italiano, Milano, Tsunami Edizioni, 2014, ISBN 978-88-96131-59-6.
- Massimo Forni, Lungo le vie del prog, Palladino Edizioni, 2008, ISBN 978-88-8460-115-5.
- Alessandro Gaboli e Giovanni Ottone, Progressive italiano, Giunti Editore, 2007, ISBN 88-09-04794-X.
- Alessio Marino e Massimiliano Bruno, Terzo Grado - Indagine sul Pop Progressivo italiano, Milano, Tsunami Edizioni, 2015, ISBN 978-88-96131-73-2.
- Francesco Mirenzi, Rock progressivo italiano. Vol. 1: La storia, i protagonisti, i concerti, Roma, Castelvecchi Editore, 1997, ISBN 88-8210-007-3.
- Francesco Mirenzi, Rock progressivo italiano. Vol. 2: I gruppi: il racconto dei protagonisti, Roma, Castelvecchi Editore, 1997, ISBN 88-8210-008-1.
- Piersandro Pallavicini, Quei bravi ragazzi del rock progressivo, Roma, Costa & Nolan, 1998, ISBN 88-241-0537-8.

### Progressive americano
- John Covach, Echolyn and American Progressive Rock, in Contemporary Music Review, vol. 18, Overseas Publishers Association, 2000,  pp. 13-61.

### Correnti e scene
- Avant progressive
- Rock In Opposition
- Krautrock
- Rock progressivo in Italia
- Rock progressivo in America
- Scena di Canterbury
- Space rock
- Rock sinfonico
- Zeuhl

### Radici stilistiche
- Blues
- Musica classica
- Hard rock
- Jazz
- Rock psichedelico
- Proto-prog

### Generi derivati
- Neoprogressive
- Progressive folk
- Progressive metal

### Strumenti tipici
- Organo Hammond
- Mellotron
- Moog
- Sintetizzatore
- Tastiera elettronica

### Grafica
- Roger Dean
- Hans Ruedi Giger